# Lista monumentelor istorice din județul Maramureș

Simbol utilizat în România pentru monumentele istorice

Lista monumentelor istorice din județul Maramureș cuprinde monumentele istorice din județul Maramureș înscrise în Patrimoniul cultural național al României. Lista completă este menținută și actualizată periodic de către Ministerul Culturii, Cultelor și Patrimoniului Național din România, ultima versiune datând din 2015.

| Cod LMI                                             | Denumire                                                                                             | Localitate                                              | Localizare | Datare, Creatori                                                            | Imagine               | Erori             |
| --------------------------------------------------- | --- | ------------------------------------------------------- | --- | --------------------------------------------------------------------------- | --------------------- | ----------------- |
| MM-I-s-B-04364 (RAN: 106327.01)                     | Cetatea din Baia Mare, punct „Valea Borcutului”                                                      | municipiul Baia Mare                                    | „Dealul Cetății”, la 500 m de stația de exploziv, în cartierul Valea Borcutului                                                                                             | sec. XI - XV                                                                |                       | Raportează eroare |
| MM-I-s-B-04365 (RAN: 107010.01)                     | Situl arheologic de la Ardusat, punct „Sub pădure”                                                   | sat Ardusat; comuna Ardusat                             | „Sub pădure” |                                                                             | Încarcă foto \| video | Raportează eroare |
| MM-I-m-B-04365.01                                   | Așezare                                                                                              | sat Ardusat; comuna Ardusat                             | „Sub pădure” | sec. II-IV p. Chr.                                                          | Încarcă foto \| video | Raportează eroare |
| MM-I-m-B-04365.02 (RAN: 107010.01.03)               | Așezare                                                                                              | sat Ardusat; comuna Ardusat                             | „Sub pădure” | Epoca bronzului, Cultura Suciu de Sus                                       | Încarcă foto \| video | Raportează eroare |
| MM-I-s-B-04366 (RAN: 107056.01)                     | Așezare                                                                                              | sat Ariniș; comuna Ariniș                               | „Sub ogrăzi” | Epoca bronzului, Cultura Suciu de Sus                                       | Încarcă foto \| video | Raportează eroare |
| MM-I-s-B-04367 (RAN: 107323.01)                     | Situl arheologic de la Bârsana, punct „Cetățuia”                                                     | sat Bârsana; comuna Bârsana                             | „Cetățuia” |                                                                             | Încarcă foto \| video | Raportează eroare |
| MM-I-m-B-04367.01 (RAN: 107323.01.02)               | Așezare                                                                                              | sat Bârsana; comuna Bârsana                             | „Cetățuia” | Hallstatt, Cultura Gáva                                                     | Încarcă foto \| video | Raportează eroare |
| MM-I-m-B-04367.02 (RAN: 107323.01.01)               | Așezare                                                                                              | sat Bârsana; comuna Bârsana                             | „Cetățuia” | Epoca bronzului, Cultura Suciu de Sus                                       | Încarcă foto \| video | Raportează eroare |
| MM-I-s-B-04368 (RAN: 107323.02)                     | Așezare                                                                                              | sat Bârsana; comuna Bârsana                             | „podul Miresei” | Epoca bronzului, Cultura Suciu de Sus                                       | Încarcă foto \| video | Raportează eroare |
| MM-I-s-A-04369 (RAN: 108525.01)                     | Cetatea Chioarului                                                                                   | sat Berchezoaia; comuna Remetea Chioarului              | 47.47592°N 23.57647°E | sec. XIII - XVIII                                                           |                       | Raportează eroare |
| MM-I-s-B-04370 (RAN: 107243.02)                     | Așezare                                                                                              | sat Bicaz; comuna Bicaz                                 | „Corbuțu” | sec. II - IV p. Chr.                                                        | Încarcă foto \| video | Raportează eroare |
| MM-I-s-B-04371 (RAN: 107243.03)                     | Situl arheologic de la Bicaz, punct „Igoaie”                                                         | sat Bicaz; comuna Bicaz                                 | „Igoaie” |                                                                             | Încarcă foto \| video | Raportează eroare |
| MM-I-m-B-04371.01 (RAN: 107243.03.02)               | Așezare                                                                                              | sat Bicaz; comuna Bicaz                                 | „Igoaie” | sec. II - IV p. Chr.                                                        | Încarcă foto \| video | Raportează eroare |
| MM-I-m-B-04371.02 (RAN: 107243.03.01)               | Așezare                                                                                              | sat Bicaz; comuna Bicaz                                 | „Igoaie” | Epoca bronzului                                                             | Încarcă foto \| video | Raportează eroare |
| MM-I-s-B-04372 (RAN: 107243.04, 108384.07)          | Situl arheologic de la Bicaz, punct „Oarză”                                                          | sat Bicaz; comuna Bicaz                                 | „Oarză” |                                                                             | Încarcă foto \| video | Raportează eroare |
| MM-I-m-B-04372.01 (RAN: 107243.04.02, 108384.07.02) | Așezare                                                                                              | sat Bicaz; comuna Bicaz                                 | „Oarză” | sec. II - I a. Chr., Latène                                                 | Încarcă foto \| video | Raportează eroare |
| MM-I-m-B-04372.02 (RAN: 107243.04.01, 108384.07.03) | Așezare                                                                                              | sat Bicaz; comuna Bicaz                                 | „Oarză” | Epoca bronzului, Cultura Wietenberg                                         | Încarcă foto \| video | Raportează eroare |
| MM-I-s-A-04373 (RAN: 107243.05)                     | Necropolă tumulară                                                                                   | sat Bicaz; comuna Bicaz                                 | „Togul nemților” | Epoca bronzului, Cultura Suciu de Sus și grupul Lăpuș                       | Încarcă foto \| video | Raportează eroare |
| MM-I-s-B-04374 (RAN: 107412.01)                     | Așezare                                                                                              | sat Bogdan Vodă; comuna Bogdan Vodă                     | „La Podeț” | Epoca bronzului                                                             | Încarcă foto \| video | Raportează eroare |
| MM-I-s-B-04375 (RAN: 107412.02)                     | Așezare fortificată                                                                                  | sat Bogdan Vodă; comuna Bogdan Vodă                     | „Grădina lui Cârlig” | sec. XIII-XIV                                                               | Încarcă foto \| video | Raportează eroare |
| MM-I-s-A-04376 (RAN: 107412.03)                     | Mănăstirea Cuhea                                                                                     | sat Bogdan Vodă; comuna Bogdan Vodă                     | „La Mănăstirea Cuhea” | sec. XIII-XIV                                                               | Încarcă foto \| video | Raportează eroare |
| MM-I-m-A-04376.01 (RAN: 107412.03.02)               | Biserică de piatră                                                                                   | sat Bogdan Vodă; comuna Bogdan Vodă                     | „La Mănăstirea Cuhea” | sec. XIII-XIV                                                               | Încarcă foto \| video | Raportează eroare |
| MM-I-m-A-04376.02 (RAN: 107412.03.03)               | Necropolă medievală                                                                                  | sat Bogdan Vodă; comuna Bogdan Vodă                     | „La Mănăstirea Cuhea” | sec. XIII-XIV                                                               | Încarcă foto \| video | Raportează eroare |
| MM-I-s-B-04377 (RAN: 107449.01)                     | Așezare                                                                                              | sat Boiu Mare; comuna Boiu Mare                         | „Pe pusta” | sec. VII - VIII                                                             | Încarcă foto \| video | Raportează eroare |
| MM-I-s-B-04378 (RAN: 106504.01)                     | Situl arheologic de la Bușag, punct „Coasta Bușagului”                                               | sat Bușag; oraș Tăuții Măgherăuș                        | „Coasta Bușagului” | Paleolitic                                                                  | Încarcă foto \| video | Raportează eroare |
| MM-I-m-B-04378.01 (RAN: 106504.01.02)               | Așezare                                                                                              | sat Bușag; oraș Tăuții-Măgherăuș                        | „Coasta Bușagului” | Paleolitic superior, Cultura Gravettian                                     | Încarcă foto \| video | Raportează eroare |
| MM-I-s-B-04379 (RAN: 106504.02)                     | Așezare                                                                                              | sat Bușag; oraș Tăuții-Măgherăuș                        | „Pe tog” | Epoca bronzului, Cultura Suciu de Sus                                       | Încarcă foto \| video | Raportează eroare |
| MM-I-s-B-04380 (RAN: 107555.01)                     | Situl arheologic de la Călinești, punct „Rogoaze”                                                    | sat Călinești; comuna Călinești                         | „Rogoaze” |                                                                             | Încarcă foto \| video | Raportează eroare |
| MM-I-m-B-04380.01 (RAN: 1075553.01.02)              | Așezare                                                                                              | sat Călinești; comuna Călinești                         | „Rogoaze” | sec. II - IV p. Chr.                                                        | Încarcă foto \| video | Raportează eroare |
| MM-I-m-B-04380.02 (RAN: 1075553.01.01)              | Așezare                                                                                              | sat Călinești; comuna Călinești                         | „Rogoaze” | Epoca bronzului, Cultura Suciu de Sus                                       | Încarcă foto \| video | Raportează eroare |
| MM-I-s-B-04381 (RAN: 107742.01)                     | Așezare                                                                                              | sat Copalnic-Mănăștur; comuna Copalnic-Mănăștur         | „Poiana” | Epoca bronzului, Cultura Suciu de Sus                                       | Încarcă foto \| video | Raportează eroare |
| MM-I-s-B-04382 (RAN: 107742.02)                     | Așezare                                                                                              | sat Copalnic-Mănăștur; comuna Copalnic-Mănăștur         | „Pe mal” | Epoca bronzului, Cultura Suciu de Sus                                       | Încarcă foto \| video | Raportează eroare |
| MM-I-s-B-04383 (RAN: 107378.01)                     | Așezare                                                                                              | sat Crăciunești; comuna Bocicoiu Mare                   | „La Mohelcă”, lângă Halta CFR | sec. VI                                                                     | Încarcă foto \| video | Raportează eroare |
| MM-I-s-B-04384 (RAN: 106862.01)                     | Așezare                                                                                              | sat aparținător Dămăcușeni; oraș Târgu Lăpuș            | „La Obreja” | Epoca bronzului, Cultura Suciu de Sus                                       | Încarcă foto \| video | Raportează eroare |
| MM-I-s-A-04385 (RAN: 108160.01)                     | Ruinele bisericii cneziale de la Giulești                                                            | sat Giulești; comuna Giulești                           | 359, „La Biserică” | sec. XIV, Epoca medievală                                                   | Încarcă foto \| video | Raportează eroare |
| MM-I-s-B-04386 (RAN: 109069.01)                     | Așezare                                                                                              | sat Groșii Țibleșului; comuna Groșii Țibleșului         | „Ograde” | Epoca bronzului, Cultura Suciu de Sus și grupul Lăpuș                       | Încarcă foto \| video | Raportează eroare |
| MM-I-s-B-04387 (RAN: 109069.02)                     | Situl arheologic de la Groșii Țibleșului, punct „Tăușor”                                             | sat Groșii Țibleșului; comuna Groșii Țibleșului         | „Tăușor” |                                                                             | Încarcă foto \| video | Raportează eroare |
| MM-I-m-B-04387.01 (RAN: 109069.02.02)               | Așezare                                                                                              | sat Groșii Țibleșului; comuna Groșii Țibleșului         | „Tăușor” | Epoca bronzului, Cultura Suciu de Sus și grupul Lăpuș                       | Încarcă foto \| video | Raportează eroare |
| MM-I-m-B-04387.02 (RAN: 109069.02.01)               | Așezare                                                                                              | sat Groșii Țibleșului; comuna Groșii Țibleșului         | „Tăușor” | Perioada de tranziție la epoca bronzului, Cultura Coțofeni                  | Încarcă foto \| video | Raportează eroare |
| MM-I-s-B-04388 (RAN: 108213.01)                     | Situl arheologic de la Ieud, punct „La Mănăstire”                                                    | sat Ieud; comuna Ieud                                   | „La Mănăstire” |                                                                             | Încarcă foto \| video | Raportează eroare |
| MM-I-m-B-04388.01 (RAN: 108213.01.01)               | Biserică de lemn                                                                                     | sat Ieud; comuna Ieud                                   | „La Mănăstire” | sec. XVIII                                                                  |                       | Raportează eroare |
| MM-I-m-B-04388.02 (RAN: 108213.01.02)               | Așezare                                                                                              | sat Ieud; comuna Ieud                                   | „La Mănăstire” | Epoca bronzului                                                             | Încarcă foto \| video | Raportează eroare |
| MM-I-s-A-04389 (RAN: 108231.01)                     | Necropolă                                                                                            | sat Lăpuș; comuna Lăpuș                                 | „Podul Hotarului”, „Podanc”, „Podancul Mare” 47.48333°N 24.01667°E | Epoca bronzului, Cultura Suciu de Sus și grupul Lăpuș                       | Încarcă foto \| video | Raportează eroare |
| MM-I-s-A-04390 (RAN: 108231.02)                     | Necropolă                                                                                            | sat Lăpuș; comuna Lăpuș                                 | „Gruiul Târgului” | Epoca bronzului, Cultura Suciu de Sus și grupul Lăpuș                       | Încarcă foto \| video | Raportează eroare |
| MM-I-s-B-04391 (RAN: 106434.01)                     | Situl arheologic de la Lăpușel, punct „Ciurgău”                                                      | sat Lăpușel; comuna Recea                               | „Ciurgău” 47.63334°N 23.58333°E |                                                                             | Încarcă foto \| video | Raportează eroare |
| MM-I-m-B-04391.01 (RAN: 106434.01.05)               | Așezare                                                                                              | sat Lăpușel; comuna Recea                               | „Ciurgău” 47.63334°N 23.58333°E | Cultura Suciu de Sus                                                        | Încarcă foto \| video | Raportează eroare |
| MM-I-m-B-04391.02 (RAN: 106434.01.01)               | Așezare                                                                                              | sat Lăpușel; comuna Recea                               | „Ciurgău” 47.63334°N 23.58333°E | Epoca bronzului, Cultura Suciu de Sus                                       | Încarcă foto \| video | Raportează eroare |
| MM-I-s-B-04392 (RAN: 106434.03)                     | Situl arheologic de la Lăpușel, punct „Mociar”                                                       | sat Lăpușel; comuna Recea                               | „Mociar” |                                                                             | Încarcă foto \| video | Raportează eroare |
| MM-I-m-B-04392.01 (RAN: 106434.03.02)               | Așezare                                                                                              | sat Lăpușel; comuna Recea                               | „Mociar” | sec. VII - VIII                                                             | Încarcă foto \| video | Raportează eroare |
| MM-I-m-B-04392.02 (RAN: 106434.03.01)               | Așezare                                                                                              | sat Lăpușel; comuna Recea                               | „Mociar” 47.63334°N 23.58333°E | Epoca bronzului, Cultura Suciu de Sus                                       | Încarcă foto \| video | Raportează eroare |
| MM-I-s-B-04393 (RAN: 107957.01)                     | Așezare                                                                                              | sat Libotin; comuna Cupșeni                             | „Dâmbul Crucii” | Epoca bronzului, Cultura Suciu de Sus și grupul Lăpuș                       | Încarcă foto \| video | Raportează eroare |
| MM-I-s-B-04394 (RAN: 107957.03)                     | Așezare                                                                                              | sat Libotin; comuna Cupșeni                             | „Podoroiul Mare” | Epoca bronzului, Cultura Suciu de Sus                                       | Încarcă foto \| video | Raportează eroare |
| MM-I-s-B-04395 (RAN: 109407.01)                     | Situl arheologic de la Valea Chioarului, punct „La Parhon” („Valea Caselor”, „Mesteacăn”)            | sat Mesteacăn; comuna Valea Chioarului                  | „La Parhon”, „Valea Caselor” |                                                                             | Încarcă foto \| video | Raportează eroare |
| MM-I-m-B-04395.01 (RAN: 109407.01.03)               | Așezare                                                                                              | sat Mesteacăn; comuna Valea Chioarului                  | „La Parhon”, „Valea Caselor” | sec. VII-IX, Cultura Suciu de Sus                                           | Încarcă foto \| video | Raportează eroare |
| MM-I-m-B-04395.02 (RAN: 109407.01.02)               | Așezare                                                                                              | sat Mesteacăn; comuna Valea Chioarului                  | „La Parhon”, „Valea Caselor” | sec. III - IV p. Chr.                                                       | Încarcă foto \| video | Raportează eroare |
| MM-I-m-B-04395.03 (RAN: 109407.01.01)               | Așezare                                                                                              | sat Mesteacăn; comuna Valea Chioarului                  | „La Parhon”, „Valea Caselor” | Epoca bronzului, Cultura Suciu de Sus                                       | Încarcă foto \| video | Raportează eroare |
| MM-I-s-B-04396 (RAN: 108375.01)                     | Situl arheologic de la Oarța de Jos, punct „Vâlceaua Rusului”                                        | sat Oarța de Jos; comuna Oarța de Jos                   | „Vâlceaua Rusului” |                                                                             | Încarcă foto \| video | Raportează eroare |
| MM-I-m-B-04396.01 (RAN: 108375.01.03)               | Așezare                                                                                              | sat Oarța de Jos; comuna Oarța de Jos                   | „Vâlceaua Rusului” | sec. VII - VIII                                                             | Încarcă foto \| video | Raportează eroare |
| MM-I-m-B-04396.02 (RAN: 108375.01.02)               | Așezare                                                                                              | sat Oarța de Jos; comuna Oarța de Jos                   | „Vâlceaua Rusului” | Epoca bronzului, Cultura Suciu de Sus                                       | Încarcă foto \| video | Raportează eroare |
| MM-I-m-B-04396.03 (RAN: 108375.01.01)               | Așezare                                                                                              | sat Oarța de Jos; comuna Oarța de Jos                   | „Vâlceaua Rusului” | Epoca bronzului, Cultura Wietenberg                                         | Încarcă foto \| video | Raportează eroare |
| MM-I-s-B-04397 (RAN: 108375.02)                     | Așezare                                                                                              | sat Oarța de Jos; comuna Oarța de Jos                   | „Alac” | Epoca bronzului, Cultura Suciu de Sus                                       | Încarcă foto \| video | Raportează eroare |
| MM-I-s-A-04398 (RAN: 108384.02)                     | Situl arheologic de la Oarța de Sus, punct „Ghiile Botii”                                            | sat Oarța de Sus; comuna Oarța de Jos                   | „Ghiile Botii” |                                                                             | Încarcă foto \| video | Raportează eroare |
| MM-I-m-A-04398.01                                   | Așezare                                                                                              | sat Oarța de Sus; comuna Oarța de Jos                   | „Ghiile Botii” | Epoca bronzului, Cultura Wietenberg                                         | Încarcă foto \| video | Raportează eroare |
| MM-I-m-A-04398.02                                   | Complex de cult                                                                                      | sat Oarța de Sus; comuna Oarța de Jos                   | „Ghiile Botii” | Epoca bronzului, Cultura Wietenberg                                         | Încarcă foto \| video | Raportează eroare |
| MM-I-s-A-04399                                      | Situl arheologic de la Oarța de Sus, punct „Oul Făgetului”                                           | sat Oarța de Sus; comuna Oarța de Jos                   | „Oul Făgetului” |                                                                             | Încarcă foto \| video | Raportează eroare |
| MM-I-m-A-04399.01 (RAN: 108384.03.04)               | Așezare                                                                                              | sat Oarța de Sus; comuna Oarța de Jos                   | „Oul Făgetului” | Epoca bronzului                                                             | Încarcă foto \| video | Raportează eroare |
| MM-I-m-A-04399.02 (RAN: 108384.03.03)               | Așezare                                                                                              | sat Oarța de Sus; comuna Oarța de Jos                   | „Oul Făgetului” | Perioada de tranziție la epoca bronzului, grupul cultural Iclod             | Încarcă foto \| video | Raportează eroare |
| MM-I-m-A-04399.03 (RAN: 108384.03.01, 108384.03.02) | Așezare                                                                                              | sat Oarța de Sus; comuna Oarța de Jos                   | „Oul Făgetului” | Neolitic                                                                    | Încarcă foto \| video | Raportează eroare |
| MM-I-s-B-04400 (RAN: 108384.04)                     | Așezare                                                                                              | sat Oarța de Sus; comuna Oarța de Jos                   | „Mânzata” | Epoca bronzului, Cultura Suciu de Sus și grupul Lăpuș                       | Încarcă foto \| video | Raportează eroare |
| MM-I-s-B-04401 (RAN: 108384.05)                     | Așezare                                                                                              | sat Oarța de Sus; comuna Oarța de Jos                   | „Făget” | Epoca bronzului, Cultura Suciu de Sus și grupul Lăpuș                       | Încarcă foto \| video | Raportează eroare |
| MM-I-s-B-04402 (RAN: 108384.06)                     | Situl arheologic de la Oarța de Sus, punct „Măgura”                                                  | sat Oarța de Sus; comuna Oarța de Jos                   | „Măgura” |                                                                             | Încarcă foto \| video | Raportează eroare |
| MM-I-m-B-04402.01 (RAN: 108384.06.07)               | Așezare                                                                                              | sat Oarța de Sus; comuna Oarța de Jos                   | „Măgura” | sec. I a. Chr.-I p. Chr., Cultura Coțofeni                                  | Încarcă foto \| video | Raportează eroare |
| MM-I-m-B-04402.02 (RAN: 108384.06.06)               | Așezare                                                                                              | sat Oarța de Sus; comuna Oarța de Jos                   | „Măgura” | Perioada de tranziție la epoca bronzului, Cultura Coțofeni                  | Încarcă foto \| video | Raportează eroare |
| MM-I-m-B-04402.03 (RAN: 108384.06.04)               | Așezare                                                                                              | sat Oarța de Sus; comuna Oarța de Jos                   | „Măgura” | Eneolitic, grupul cultural Iclod                                            | Încarcă foto \| video | Raportează eroare |
| MM-I-m-B-04402.04 (RAN: 108384.06.05)               | Așezare                                                                                              | sat Oarța de Sus; comuna Oarța de Jos                   | „Măgura” | Neolitic, grupul cultural Iclod                                             | Încarcă foto \| video | Raportează eroare |
| MM-I-s-B-04403 (RAN: 107341.01)                     | Așezare                                                                                              | sat Oncești; comuna Oncești                             | „Pe Corni/Pe Mocira” | Epoca bronzului, Cultura Suciu de Sus                                       | Încarcă foto \| video | Raportează eroare |
| MM-I-s-B-04404 (RAN: 107341.02)                     | Așezare                                                                                              | sat Oncești; comuna Oncești                             | „Bolteni” | Hallstatt, Cultura Gáva                                                     | Încarcă foto \| video | Raportează eroare |
| MM-I-s-B-04405 (RAN: 107341.03)                     | Situl arheologic de la Oncești, punct „Cetățeaua”                                                    | sat Oncești; comuna Oncești                             | „Cetățeaua” |                                                                             | Încarcă foto \| video | Raportează eroare |
| MM-I-m-B-04405.01 (RAN: 107341.03.02)               | Fortificație                                                                                         | sat Oncești; comuna Oncești                             | „Cetățeaua” | Epoca medievală                                                             | Încarcă foto \| video | Raportează eroare |
| MM-I-m-B-04405.02 (RAN: 107341.03.01)               | Așezare                                                                                              | sat Oncești; comuna Oncești                             | „Cetățeaua” | Latène                                                                      | Încarcă foto \| video | Raportează eroare |
| MM-I-s-B-04406 (RAN: 108393.01)                     | Așezare                                                                                              | sat Orțița; comuna Oarța de Jos                         | „Cernuțel” | Epoca bronzului, Cultura Suciu de Sus și grupul Lăpuș                       | Încarcă foto \| video | Raportează eroare |
| MM-I-s-B-04407 (RAN: 107467.01)                     | Așezare                                                                                              | sat Prislop; comuna Boiu Mare                           | „Fântâna Boului” | Epoca bronzului, Cultura Suciu de Sus                                       | Încarcă foto \| video | Raportează eroare |
| MM-I-s-B-04408 (RAN: 107467.02)                     | Situl arheologic de la Prislop, punct „Ograde”                                                       | sat Prislop; comuna Boiu Mare                           | „Ograde” |                                                                             | Încarcă foto \| video | Raportează eroare |
| MM-I-m-B-04408.01 (RAN: 107467.02.03)               | Așezare                                                                                              | sat Prislop; comuna Boiu Mare                           | „Ograde” | Cultura Suciu de Sus                                                        | Încarcă foto \| video | Raportează eroare |
| MM-I-m-B-04408.02 (RAN: 107467.02.01)               | Așezare                                                                                              | sat Prislop; comuna Boiu Mare                           | „Ograde” | Epoca bronzului, Cultura Suciu de Sus                                       | Încarcă foto \| video | Raportează eroare |
| MM-I-s-A-04409                                      | Situl arheologic de la Sarasău, punct „Zăpodie”                                                      | sat Sarasău; comuna Sarasău                             | „Zăpodie” |                                                                             | Încarcă foto \| video | Raportează eroare |
| MM-I-m-B-04409.01 (RAN: 106639.01.04)               | Așezare                                                                                              | sat Sarasău; comuna Sarasău                             | „Zăpodie” | sec. IX - XIII                                                              | Încarcă foto \| video | Raportează eroare |
| MM-I-m-A-04409.02                                   | Așezare                                                                                              | sat Sarasău; comuna Sarasău                             | „Zăpodie” | sec. IV - V p. Chr.                                                         | Încarcă foto \| video | Raportează eroare |
| MM-I-m-A-04409.03                                   | Așezare                                                                                              | sat Sarasău; comuna Sarasău                             | „Zăpodie” | sec. V - IV a. Chr.                                                         | Încarcă foto \| video | Raportează eroare |
| MM-I-s-B-04410 (RAN: 106639.02)                     | Așezare                                                                                              | sat Sarasău; comuna Sarasău                             | „la moară” | Epoca bronzului, Cultura Suciu de Sus                                       | Încarcă foto \| video | Raportează eroare |
| MM-I-s-B-04411 (RAN: 106639.03)                     | Situl arheologic de la Sarasău, punct „Lazul Mare”                                                   | sat Sarasău; comuna Sarasău                             | „Lazul Mare” |                                                                             | Încarcă foto \| video | Raportează eroare |
| MM-I-m-B-04411.01 (RAN: 106639.03.02)               | Așezare                                                                                              | sat Sarasău; comuna Sarasău                             | „Lazul Mare” | sec. X - XIII                                                               | Încarcă foto \| video | Raportează eroare |
| MM-I-m-B-04411.02 (RAN: 106639.03.01)               | Așezare                                                                                              | sat Sarasău; comuna Sarasău                             | „Lazul Mare” | Epoca bronzului, Cultura Suciu de Sus                                       | Încarcă foto \| video | Raportează eroare |
| MM-I-s-B-04412 (RAN: 106639.04)                     | Așezare fortificată                                                                                  | sat Sarasău; comuna Sarasău                             | „cetatea” | Epoca medievală                                                             | Încarcă foto \| video | Raportează eroare |
| MM-I-s-B-04413 (RAN: 106639.05)                     | Așezare                                                                                              | sat Sarasău; comuna Sarasău                             | „vașcăpău” | Epoca bronzului, Cultura Suciu de Sus                                       | Încarcă foto \| video | Raportează eroare |
| MM-I-s-B-04414 (RAN: 106452.01)                     | Așezare                                                                                              | sat Săsar; comuna Recea                                 | „Dâmbul Morii” | Epoca bronzului, Cultura Suciu de Sus                                       | Încarcă foto \| video | Raportează eroare |
| MM-I-s-B-04415 (RAN: 108972.01)                     | Situl arheologic de la Seini, punct „Dagas”                                                          | oraș Seini                                              | „Dagas” |                                                                             | Încarcă foto \| video | Raportează eroare |
| MM-I-m-B-04415.01 (RAN: 108972.01.02)               | Așezare                                                                                              | oraș Seini                                              | „Dagas” | Epoca bronzului, Cultura Suciu de Sus                                       | Încarcă foto \| video | Raportează eroare |
| MM-I-m-B-04415.02 (RAN: 108972.01.01)               | Așezare                                                                                              | oraș Seini                                              | „Dagas” | Neolitic                                                                    | Încarcă foto \| video | Raportează eroare |
| MM-I-s-B-04416 (RAN: 108972.02)                     | Situl arheologic de la Seini, punct „Berenaș”                                                        | oraș Seini                                              | „Berenaș” |                                                                             | Încarcă foto \| video | Raportează eroare |
| MM-I-m-B-04416.01 (RAN: 108972.02.02)               | Așezare                                                                                              | oraș Seini                                              | „Berenaș” | Epoca bronzului, Cultura Suciu de Sus                                       | Încarcă foto \| video | Raportează eroare |
| MM-I-m-B-04416.02 (RAN: 108972.02.01)               | Așezare                                                                                              | oraș Seini                                              | „Berenaș” | Neolitic                                                                    | Încarcă foto \| video | Raportează eroare |
| MM-I-s-B-04417 (RAN: 108972.03)                     | Cetatea de la Seini                                                                                  | oraș Seini                                              | „Dealul Cetății” | Epoca medievală                                                             | Încarcă foto \| video | Raportează eroare |
| MM-I-s-A-04418 (RAN: 106568.01)                     | Așezare fortificată                                                                                  | municipiul Sighetu Marmației                            | „Dealul Solovan” | Hallstatt, Cultura Gáva                                                     | Încarcă foto \| video | Raportează eroare |
| MM-I-s-B-04419 (RAN: 106568.01)                     | Așezare                                                                                              | municipiul Sighetu Marmației                            | „Valea Mare” | sec. XII - XIII                                                             | Încarcă foto \| video | Raportează eroare |
| MM-I-s-B-04420 (RAN: 109087.01)                     | Așezare                                                                                              | sat Suciu de Jos; comuna Suciu de Sus                   | „Izvoriște” | Epoca bronzului, Cultura Suciu de Sus                                       | Încarcă foto \| video | Raportează eroare |
| MM-I-s-B-04421 (RAN: 109087.02)                     | Așezare                                                                                              | sat Suciu de Jos; comuna Suciu de Sus                   | „Gura Boii” | Epoca bronzului, Cultura Suciu de Sus                                       | Încarcă foto \| video | Raportează eroare |
| MM-I-s-A-04422 (RAN: 109050.01)                     | Situl arheologic de la Suciu de Sus, punct „Poduri pe Coastă”                                        | sat Suciu de Sus; comuna Suciu de Sus                   | „Poduri pe Coastă” | Epoca bronzului, Cultura Suciu de Sus                                       | Încarcă foto \| video | Raportează eroare |
| MM-I-m-A-04422.01                                   | Așezare                                                                                              | sat Suciu de Sus; comuna Suciu de Sus                   | „Poduri pe Coastă” | Epoca bronzului, Cultura Suciu de Sus                                       | Încarcă foto \| video | Raportează eroare |
| MM-I-m-A-04422.02 (RAN: 109050.01.02)               | Necropolă                                                                                            | sat Suciu de Sus; comuna Suciu de Sus                   | „Poduri pe Coastă” | Epoca bronzului, Cultura Suciu de Sus                                       | Încarcă foto \| video | Raportează eroare |
| MM-I-s-B-04423 (RAN: 109050.02)                     | Așezare                                                                                              | sat Suciu de Sus; comuna Suciu de Sus                   | „Pe Șes” | Epoca bronzului, Cultura Suciu de Sus și grupul Lăpuș                       | Încarcă foto \| video | Raportează eroare |
| MM-I-s-B-04424 (RAN: 106826.01)                     | Așezare                                                                                              | oraș Târgu Lăpuș                                        | „Eghereș” | Epoca bronzului, Cultura Suciu de Sus și grupul Lăpuș                       | Încarcă foto \| video | Raportează eroare |
| MM-I-s-B-04425 (RAN: 107396.01)                     | Situl arheologic de la Tisa, punct „Lazuri”                                                          | sat Tisa; comuna Bocicoiu Mare                          | „Lazuri” |                                                                             | Încarcă foto \| video | Raportează eroare |
| MM-I-m-B-04425.01 (RAN: 107396.01.03)               | Așezare                                                                                              | sat Tisa; comuna Bocicoiu Mare                          | „Lazuri” | Epoca migrațiilor                                                           | Încarcă foto \| video | Raportează eroare |
| MM-I-m-B-04425.02 (RAN: 107396.01.02)               | Așezare                                                                                              | sat Tisa; comuna Bocicoiu Mare                          | „Lazuri” | sec. VII a. Chr., Hallstatt                                                 | Încarcă foto \| video | Raportează eroare |
| MM-I-m-B-04425.03 (RAN: 107396.01.01)               | Așezare                                                                                              | sat Tisa; comuna Bocicoiu Mare                          | „Lazuri” | Perioada de tranziție la epoca bronzului                                    | Încarcă foto \| video | Raportează eroare |
| MM-I-s-B-04426 (RAN: 107859.01)                     | Situl arheologic de la Vad, punct „Poduri”                                                           | sat Vad; comuna Copalnic Mănăștur                       | „Poduri” |                                                                             | Încarcă foto \| video | Raportează eroare |
| MM-I-m-B-04426.01 (RAN: 107859.01.02)               | Așezare                                                                                              | sat Vad; comuna Copalnic-Mănăștur                       | „Poduri” | Hallstatt, Cultura Gáva                                                     | Încarcă foto \| video | Raportează eroare |
| MM-I-m-B-04426.02 (RAN: 107859.01.01)               | Așezare                                                                                              | sat Vad; comuna Copalnic-Mănăștur                       | „Poduri” | Epoca bronzului, Cultura Suciu de Sus                                       | Încarcă foto \| video | Raportează eroare |
| MM-I-s-B-04427 (RAN: 107859.02)                     | Așezare                                                                                              | sat Vad; comuna Copalnic-Mănăștur                       | „Știurdina” | Epoca bronzului, Cultura Suciu de Sus                                       | Încarcă foto \| video | Raportează eroare |
| MM-I-s-B-04428 (RAN: 109256.01)                     | Așezare                                                                                              | sat Vălenii Șomcutei; oraș Șomcuta Mare                 | „Tog” | sec. VII                                                                    | Încarcă foto \| video | Raportează eroare |
| MM-I-s-B-04429 (RAN: 109256.02)                     | Situl arheologic de la Vălenii Șomcutei, punct „Ograda Budenilor”                                    | sat Vălenii Șomcutei; oraș Șomcuta Mare                 | „Ograda Budenilor” |                                                                             | Încarcă foto \| video | Raportează eroare |
| MM-I-m-B-04429.01 (RAN: 109256.02.02)               | Așezare                                                                                              | sat Vălenii Șomcutei; oraș Șomcuta Mare                 | „Ograda Budenilor” | Epoca migrațiilor                                                           | Încarcă foto \| video | Raportează eroare |
| MM-I-m-B-04429.02 (RAN: 109256.02.01)               | Așezare                                                                                              | sat Vălenii Șomcutei; oraș Șomcuta Mare                 | „Ograda Budenilor” | Epoca bronzului, Cultura Suciu de Sus                                       | Încarcă foto \| video | Raportează eroare |
| MM-I-s-B-04430 (RAN: 109256.04)                     | Situl arheologic de la Vălenii Șomcutei, punct „Valea lui Ștefan”                                    | sat Vălenii Șomcutei; oraș Șomcuta Mare                 | „Valea lui Ștefan” |                                                                             | Încarcă foto \| video | Raportează eroare |
| MM-I-m-B-04430.01 (RAN: 109256.04.02)               | Așezare                                                                                              | sat Vălenii Șomcutei; oraș Șomcuta Mare                 | „Valea lui Ștefan” | Epoca migrațiilor                                                           | Încarcă foto \| video | Raportează eroare |
| MM-I-m-B-04430.02 (RAN: 109256.04.01)               | Așezare                                                                                              | sat Vălenii Șomcutei; oraș Șomcuta Mare                 | „Valea lui Ștefan” | Epoca bronzului, Cultura Suciu de Sus                                       | Încarcă foto \| video | Raportează eroare |
| MM-II-a-A-04432                                     | Centrul istoric al municipiului Baia Mare (Orașul medieval Rivulus Dominarum)                        | municipiul Baia Mare                                    | Zona delimitată: str. Olarilor, str. Horea, str. Pintea Viteazul, str. Mureșanu Andrei, str. Tineretului, str. Pietrosului, str. Rodnei și râul Săsar 47.65673°N 23.58305°E | sec. XV - XIX                                                               | Alte imagini          | Raportează eroare |
| MM-II-a-A-04433                                     | Ansamblul de arhitectură și tehnică populară „Dealul florilor”, Secție a Muzeului Județean Maramureș | municipiul Baia Mare                                    | Str. Dealul Florilor 1 47.66622°N 23.57641°E | sec. XVIII - XX                                                             |                       | Raportează eroare |
| MM-II-m-A-04434 (RAN: 106327.33)                    | Oficiul Salinelor, azi Muzeul de Artă                                                                | municipiul Baia Mare                                    | Str. 1 Mai 8 47.65807°N 23.58372°E | 1748                                                                        | Alte imagini          | Raportează eroare |
| MM-II-m-B-04435                                     | Abatorul vechi, azi Intreprinderea de produse zaharoase                                              | municipiul Baia Mare                                    | Str. Băii 5 | 1889-1900                                                                   | Încarcă foto \| video | Raportează eroare |
| MM-II-a-A-04436 (RAN: 106327.36)                    | Ansamblul „Turnul Ștefan”                                                                            | municipiul Baia Mare                                    | Piața Cetății 47.65863°N 23.58205°E | sec. XIV                                                                    |                       | Raportează eroare |
| MM-II-m-A-04436.01 (RAN: 106327.36.01)              | Turnul Ștefan                                                                                        | municipiul Baia Mare                                    | Piața Cetății | 1347                                                                        | Alte imagini          | Raportează eroare |
| MM-II-m-A-04436.02                                  | Fundațiile bisericii gotice                                                                          | municipiul Baia Mare                                    | Piața Cetății | 1347                                                                        | Încarcă foto \| video | Raportează eroare |
| MM-II-m-A-04437.01                                  | Biserica romano-catolică „Sfânta Treime” a fostei mănăstiri iezuite                                  | municipiul Baia Mare                                    | Piața Cetății 1 47.65852°N 23.58317°E | 1717-1719                                                                   | Alte imagini          | Raportează eroare |
| MM-II-m-B-04438                                     | Casa Schönherr                                                                                       | municipiul Baia Mare                                    | Str. Cloșca 11 | sec. XIX                                                                    |                       | Raportează eroare |
| MM-II-m-B-04439                                     | Judecătoria de plasă, azi locuință                                                                   | municipiul Baia Mare                                    | Str. Crișan 3 | 1889-1900                                                                   |                       | Raportează eroare |
| MM-II-m-B-04440                                     | Casă                                                                                                 | municipiul Baia Mare                                    | Str. Crișan 9 | 1889-1900                                                                   | Încarcă foto \| video | Raportează eroare |
| MM-II-m-B-04441                                     | Casă                                                                                                 | municipiul Baia Mare                                    | Str. Crișan 13 | 1889-1900                                                                   | Încarcă foto \| video | Raportează eroare |
| MM-II-m-B-04442                                     | Restaurant - Casino                                                                                  | municipiul Baia Mare                                    | Str. Crișan 18 | 1834                                                                        |                       | Raportează eroare |
| MM-II-m-B-04443                                     | Rezervorul de apă al vechiului apeduct                                                               | municipiul Baia Mare                                    | Str. 8 Martie 32 A | 1910                                                                        | Încarcă foto \| video | Raportează eroare |
| MM-II-m-B-04444                                     | Școala nr. 3                                                                                         | municipiul Baia Mare                                    | Str. Garibaldi 2 | 1908                                                                        | Încarcă foto \| video | Raportează eroare |
| MM-II-m-B-04445 (RAN: 106327.08)                    | Capela cimiterială Rozalia                                                                           | municipiul Baia Mare                                    | Str. Horea 6 | 1771                                                                        | Încarcă foto \| video | Raportează eroare |
| MM-II-m-A-04431.02 (fost MM-II-m-A-04476.02)        | Bastionul Măcelarilor (Turnul de Muniții)-sistemul de fortificații medievale ale orașului            | municipiul Baia Mare                                    | Str. Izvoarelor 2 47.6559°N 23.58248°E | sec. XIV - XV                                                               | Alte imagini          | Raportează eroare |
| MM-II-m-B-20248 (RAN: 106327.10)                    | Casă                                                                                                 | municipiul Baia Mare                                    | Piața Libertății 1 | sec. XVI - XVIII                                                            | Încarcă foto \| video | Raportează eroare |
| MM-II-m-B-04447 (RAN: 106327.11)                    | Casă                                                                                                 | municipiul Baia Mare                                    | Piața Libertății 2 | sec. XVI - XVIII                                                            | Încarcă foto \| video | Raportează eroare |
| MM-II-m-B-04448 (RAN: 106327.12)                    | Casă                                                                                                 | municipiul Baia Mare                                    | Piața Libertății 3 47.65947°N 23.58214°E | sec. XVI - XVIII                                                            |                       | Raportează eroare |
| MM-II-m-B-04449 (RAN: 106327.13)                    | Casă                                                                                                 | municipiul Baia Mare                                    | Piața Libertății 4, str. Turnului 1 47.65945°N 23.58202°E | sec. XVI - XVIII                                                            |                       | Raportează eroare |
| MM-II-m-B-04450 (RAN: 106327.14)                    | Casa Degenfeld                                                                                       | municipiul Baia Mare                                    | Piața Libertății 5, str. Turnului nr. 2, Piața Cetății nr. 3, Str. Crișan nr. 1 47.65928°N 23.58172°E                                                                       | sec. XVI - XVIII                                                            |                       | Raportează eroare |
| MM-II-a-A-04451                                     | Claustrul mănăstirii Minoriților, azi internat 2 școlar                                              | municipiul Baia Mare                                    | Piața Libertății 6, Str. Crișan nr. | 1734                                                                        | Încarcă foto \| video | Raportează eroare |
| MM-II-a-A-04452                                     | Complex hotel - restaurant „Minerul”, fost Sf. Ștefan                                                | municipiul Baia Mare                                    | Piața Libertății 7, Piața Păcii nr. | 1911                                                                        |                       | Raportează eroare |
| MM-II-m-B-04453 (RAN: 106327.15)                    | Casă                                                                                                 | municipiul Baia Mare                                    | Piața Libertății 8 | sec. XVI - XVIII                                                            | Încarcă foto \| video | Raportează eroare |
| MM-II-m-B-04454 (RAN: 106327.16)                    | Casa Teleky                                                                                          | municipiul Baia Mare                                    | Piața Libertății 9 | sec. XV - XVIII                                                             | Încarcă foto \| video | Raportează eroare |
| MM-II-m-B-04455 (RAN: 106327.25)                    | Casă                                                                                                 | municipiul Baia Mare                                    | Piața Libertății 10 | sec. XVI - XVIII                                                            | Încarcă foto \| video | Raportează eroare |
| MM-II-m-B-04456 (RAN: 106327.17)                    | Casa „Agricola”                                                                                      | municipiul Baia Mare                                    | Piața Libertății 11, Str. Podul Viilor nr. 1 | sec. XVI - XVIII                                                            | Încarcă foto \| video | Raportează eroare |
| MM-II-m-B-04457 (RAN: 106327.05)                    | Casa Bay                                                                                             | municipiul Baia Mare                                    | Piața Libertății 12, Str. Podul Viilor nr. 2 | sec. XVI - XVIII                                                            | Încarcă foto \| video | Raportează eroare |
| MM-II-m-B-04458 (RAN: 106327.19)                    | Casa Harácsek                                                                                        | municipiul Baia Mare                                    | Piața Libertății 13 47.66031°N 23.58153°E | sec. XVI - XVIII                                                            |                       | Raportează eroare |
| MM-II-m-B-04459 (RAN: 106327.27)                    | Casă                                                                                                 | municipiul Baia Mare                                    | Piața Libertății 14 | sec. XVI - XVIII                                                            | Încarcă foto \| video | Raportează eroare |
| MM-II-m-B-04460 (RAN: 106327.04)                    | Casa Lendvay                                                                                         | municipiul Baia Mare                                    | Piața Libertății 15 | sec. XVI - XVIII                                                            | Încarcă foto \| video | Raportează eroare |
| MM-II-m-B-04461 (RAN: 106327.32)                    | Casa Husovski - Petrescu                                                                             | municipiul Baia Mare                                    | Piața Libertății 16 | sec. XVI - XVIII                                                            | Încarcă foto \| video | Raportează eroare |
| MM-II-m-B-04462 (RAN: 106327.31)                    | Casă                                                                                                 | municipiul Baia Mare                                    | Piața Libertății 17 47.6602°N 23.58212°E | sec. XVI - XVIII                                                            |                       | Raportează eroare |
| MM-II-m-A-04463 (RAN: 106327.30)                    | Casa Iancu de Hunedoara                                                                              | municipiul Baia Mare                                    | Piața Libertății 18, Str. Mihai Viteazu nr. 2A, 2C 47.66009°N 23.58218°E | sf. sec. XV - sec. XVIII                                                    |                       | Raportează eroare |
| MM-II-m-A-04464 (RAN: 106327.29)                    | Casa Schreiber                                                                                       | municipiul Baia Mare                                    | Piața Libertății 19 | sec. XVI - XVIII                                                            | Încarcă foto \| video | Raportează eroare |
| MM-II-m-A-04465 (RAN: 106327.28)                    | Casa Bay                                                                                             | municipiul Baia Mare                                    | Piața Libertății 20 | sec. XVI - XVIII                                                            | Încarcă foto \| video | Raportează eroare |
| MM-II-m-B-04466 (RAN: 106327.20)                    | Casă                                                                                                 | municipiul Baia Mare                                    | Str. Lucaciu Vasile 1 | sec. XVI - XVIII                                                            | Încarcă foto \| video | Raportează eroare |
| MM-II-m-B-04467 (RAN: 106327.26)                    | Hanul „Vulturul Negru”                                                                               | municipiul Baia Mare                                    | Str. Lucaciu Vasile 2 47.65981°N 23.58277°E | sec. XVIII                                                                  |                       | Raportează eroare |
| MM-II-m-B-04468                                     | Biserica Luterană                                                                                    | municipiul Baia Mare                                    | Str. Lucaciu Vasile 18 | 1912                                                                        |                       | Raportează eroare |
| MM-II-m-B-04469                                     | Palatul Episcopiei Greco-Catolice                                                                    | municipiul Baia Mare                                    | Str. Lucaciu Vasile 50 | 1905-1911                                                                   |                       | Raportează eroare |
| MM-II-m-B-04470                                     | Școala generală nr. 2                                                                                | municipiul Baia Mare                                    | Str. Lucaciu Vasile 56 | 1907-1910                                                                   |                       | Raportează eroare |
| MM-II-m-B-04471                                     | Biserica „Adormirea Maicii Domnului”                                                                 | municipiul Baia Mare                                    | Str. Vasile Lucaciu 59 47.66171°N 23.58817°E | 1905-1911                                                                   |                       | Raportează eroare |
| MM-II-m-B-04472                                     | Fostul palat episcopal, azi Întreprinderea de tricotaje                                              | municipiul Baia Mare                                    | Str. Vasile Lucaciu 61 | 1891-1892                                                                   | Încarcă foto \| video | Raportează eroare |
| MM-II-m-B-04473                                     | Casa Teleky Sandor                                                                                   | municipiul Baia Mare                                    | Str. Minerilor 5 | 1883-1885                                                                   |                       | Raportează eroare |
| MM-II-m-B-04474                                     | Casa Revesz                                                                                          | municipiul Baia Mare                                    | Str. Minerilor 7 | înc. sec XX                                                                 | Încarcă foto \| video | Raportează eroare |
| MM-II-m-B-04475                                     | Casă                                                                                                 | municipiul Baia Mare                                    | Str. Minerilor 11 | sec. XX                                                                     | Încarcă foto \| video | Raportează eroare |
| MM-II-a-A-04431                                     | Sistemul de fortificații al orașului medieval Baia Mare                                              | municipiul Baia Mare                                    | Str. Monetăriei Str. Izvoarelor 2, Str. Podul Viilor 19 | sec. XV                                                                     | Încarcă foto \| video | Raportează eroare |
| MM-II-m-A-04431.01 (fost MM-II-m-A-04476.01)        | Zidul de apărare al cetății Baia Mare (fragment)-sistemul de fortificații medievale ale orașului     | municipiul Baia Mare                                    | Str. Monetăriei | sec. XV                                                                     | Încarcă foto \| video | Raportează eroare |
| MM-II-m-A-04477 (RAN: 106327.23)                    | Monetăria, azi Muzeul Județean de Istorie                                                            | municipiul Baia Mare                                    | Str. Monetăriei 1-3 47.6616°N 23.58142°E | 1734-1739                                                                   |                       | Raportează eroare |
| MM-II-m-B-04478                                     | Casă                                                                                                 | municipiul Baia Mare                                    | Str. Paris 11 | 1926                                                                        | Încarcă foto \| video | Raportează eroare |
| MM-II-m-A-04479 (RAN: 106327.22)                    | Biserica „Sf. Anton”                                                                                 | municipiul Baia Mare                                    | Piața Păcii 8 47.65805°N 23.58111°E | 1402, cu transf. ulterioare                                                 |                       | Raportează eroare |
| MM-II-m-B-04480                                     | Casă                                                                                                 | municipiul Baia Mare                                    | Str. Petöfi Sándor 6 | 1920                                                                        | Încarcă foto \| video | Raportează eroare |
| MM-II-m-B-04481                                     | Casă, azi Palatul copiilor                                                                           | municipiul Baia Mare                                    | Str. Petöfi Sándor 8 | 1938                                                                        | Încarcă foto \| video | Raportează eroare |
| MM-II-m-B-04482                                     | Casă                                                                                                 | municipiul Baia Mare                                    | Str. Petöfi Sándor 10 | 1930                                                                        | Încarcă foto \| video | Raportează eroare |
| MM-II-m-B-04483                                     | Casa Pașca                                                                                           | municipiul Baia Mare                                    | Str. Plaiului 38 | 1938-1939                                                                   | Încarcă foto \| video | Raportează eroare |
| MM-II-m-A-04484 (RAN: 106327.21)                    | Biserica reformată                                                                                   | municipiul Baia Mare                                    | Str. Podul Viilor 10 47.66124°N 23.58041°E | 1792                                                                        | Alte imagini          | Raportează eroare |
| MM-II-m-A-04431.03 (fost MM-II-m-A-04476.03)        | Zidul de apărare al cetății Baia Mare (fragment)-sistemul de fortificații medievale ale orașului     | municipiul Baia Mare                                    | Str. Podul Viilor 19 | sec. XV                                                                     | Încarcă foto \| video | Raportează eroare |
| MM-II-m-B-04485 (RAN: 106327.18)                    | Școala confesională, azi Școala ajutătoare nr. 1                                                     | municipiul Baia Mare                                    | Str. Podul Viilor 19 | 1860                                                                        |                       | Raportează eroare |
| MM-II-m-B-04486                                     | Sinagogă                                                                                             | municipiul Baia Mare                                    | Str. Someșului 3 | 1885                                                                        |                       | Raportează eroare |
| MM-II-m-A-04487                                     | Magazinul „Central”                                                                                  | municipiul Baia Mare                                    | Str. Gheorghe Șincai 2 | înc. sec. XX                                                                | Încarcă foto \| video | Raportează eroare |
| MM-II-m-B-04488                                     | Colegiul Național „Gh. Șincai”                                                                       | municipiul Baia Mare                                    | Str. Șincai Gheorghe 25 47.65778°N 23.5775°E | 1903-1906                                                                   |                       | Raportează eroare |
| MM-II-m-B-04489                                     | Casa Gall                                                                                            | municipiul Baia Mare                                    | Str. Teatrului 2, str. Șincai Gheorghe nr. 1 | 1920-1930                                                                   | Încarcă foto \| video | Raportează eroare |
| MM-II-m-B-04490                                     | Casă                                                                                                 | municipiul Baia Mare                                    | Str. Turnului 2 | sec. XIX                                                                    | Încarcă foto \| video | Raportează eroare |
| MM-II-m-B-04491                                     | Casa Pocol, azi Casa de copii                                                                        | municipiul Baia Mare                                    | Str. Valea Borcutului 119 | 1903                                                                        |                       | Raportează eroare |
| MM-II-m-B-04492                                     | Biserica „Sf. Dumitru”                                                                               | municipiul Baia Mare                                    | Str. Valea Borcutului 156 | 1907                                                                        | Încarcă foto \| video | Raportează eroare |
| MM-II-a-A-04494                                     | Colonia pictorilor                                                                                   | municipiul Baia Mare                                    | Str. Victoriei 21 | 1910-1912                                                                   | Încarcă foto \| video | Raportează eroare |
| MM-II-a-A-04495                                     | Ansamblul bisericii reformate de la Arduzel                                                          | sat aparținător Arduzel; oraș Ulmeni                    | 143 | 1726                                                                        | Încarcă foto \| video | Raportează eroare |
| MM-II-m-A-04495.01                                  | Biserica reformată                                                                                   | sat aparținător Arduzel; oraș Ulmeni                    | 143 | sec. XV                                                                     | Încarcă foto \| video | Raportează eroare |
| MM-II-m-A-04495.02                                  | Clopotnița bisericii reformate                                                                       | sat aparținător Arduzel; oraș Ulmeni                    | 143 | 1726                                                                        | Încarcă foto \| video | Raportează eroare |
| MM-II-m-A-04496 (RAN: 109283.02)                    | Biserica de lemn „Sf. Arhangheli”                                                                    | sat aparținător Arduzel; oraș Ulmeni                    | 228, „În cimitir” 47.44915°N 23.27271°E | 1650                                                                        | Alte imagini          | Raportează eroare |
| MM-II-m-B-04497                                     | Biserica de lemn „Sf. Împărați”                                                                      | sat Aspra; comuna Vima Mică                             | 24 | 1892                                                                        | Alte imagini          | Raportează eroare |
| MM-II-a-A-04498                                     | Centrul istoric al orașului Baia Sprie                                                               | oraș Baia Sprie                                         | Zona delimitată de străzile N. Iorga, 23 August, Săsarului, Dragoș Vodă și râul Săsar                                                                                       | sec. XVIII - XIX                                                            | Încarcă foto \| video | Raportează eroare |
| MM-II-a-B-04499                                     | Ansamblul de locuințe de mineri din Baia Sprie                                                       | oraș Baia Sprie                                         | Str. Coșbuc George 9, 11, 13, 15 | sec. XIX                                                                    |                       | Raportează eroare |
| MM-II-m-B-04500 (RAN: 106693.04)                    | Casa de lemn Csaszi, azi casă de rugăciune, cult baptist                                             | oraș Baia Sprie                                         | Str. Gutinului 21 | 1754                                                                        |                       | Raportează eroare |
| MM-II-m-B-04501 (RAN: 106693.05)                    | Biserica „Adormirea Maicii Domnului”                                                                 | oraș Baia Sprie                                         | Str. Horea 7 | 1793                                                                        |                       | Raportează eroare |
| MM-II-m-B-04502 (RAN: 106693.03)                    | Capela „Calvaria”                                                                                    | oraș Baia Sprie                                         | Str. Iancu Avram 40 | sec. XVII                                                                   |                       | Raportează eroare |
| MM-II-m-B-04503                                     | Hotel „Corona”                                                                                       | oraș Baia Sprie                                         | Piața Libertății 1 | 1890-1909                                                                   |                       | Raportează eroare |
| MM-II-m-A-04504 (RAN: 106693.06)                    | Sediul Oficiului minelor, azi Primăria Baia Sprie                                                    | oraș Baia Sprie                                         | Piața Libertății 4 47.66229°N 23.7°E | 1733                                                                        | Alte imagini          | Raportează eroare |
| MM-II-m-B-04505 (RAN: 106693.07)                    | Oficiul Minelor                                                                                      | oraș Baia Sprie                                         | Piața Libertății 18 | sec. XVIII                                                                  |                       | Raportează eroare |
| MM-II-m-B-04506                                     | Casa parohială a bisericii reformate                                                                 | oraș Baia Sprie                                         | Piața Libertății 21 | 1836                                                                        | Alte imagini          | Raportează eroare |
| MM-II-m-B-04507                                     | Biserica reformată                                                                                   | oraș Baia Sprie                                         | Piața Libertății 22 | 1889-1890                                                                   | Alte imagini          | Raportează eroare |
| MM-II-m-B-04508                                     | Biserica romano-catolică „Sf. Maria”                                                                 | oraș Baia Sprie                                         | Piața Libertății 30 | 1846-1858                                                                   | Alte imagini          | Raportează eroare |
| MM-II-m-A-04509 (RAN: 106693.08)                    | Casa parohială a bisericii romano-catolice                                                           | oraș Baia Sprie                                         | Piața Libertății 36 | 1773                                                                        | Alte imagini          | Raportează eroare |
| MM-II-m-B-04510 (RAN: 106693.01)                    | Casa Füstös                                                                                          | oraș Baia Sprie                                         | Str. Săsar 1 | sf. sec. XVIII                                                              | Alte imagini          | Raportează eroare |
| MM-II-m-B-04511                                     | Casa Ceauș                                                                                           | oraș Baia Sprie                                         | Str. Săsar 3 | 1833                                                                        | Alte imagini          | Raportează eroare |
| MM-II-m-B-04512 (RAN: 106693.02)                    | Casa Stancsek, azi Administrația financiară Baia Sprie                                               | oraș Baia Sprie                                         | Str. Săsar 11 | sec. XVIII                                                                  | Alte imagini          | Raportează eroare |
| MM-II-m-B-04513                                     | Școala generală nr. 1 Baia Sprie                                                                     | oraș Baia Sprie                                         | Str. Săsar 21 | 1880                                                                        | Alte imagini          | Raportează eroare |
| MM-II-m-A-04515                                     | Biserica de lemn „Sf. Apostoli”                                                                      | sat Poiana Botizii; comuna Băiuț                        | 84 | 1830                                                                        | Alte imagini          | Raportează eroare |
| MM-II-m-B-04514 (RAN: 107163.01)                    | Biserica „Sf. Arhangheli”                                                                            | sat Băiuț; comuna Băiuț                                 | 316 | 1818                                                                        | Încarcă foto \| video | Raportează eroare |
| MM-II-m-A-04517 (RAN: 107323.03)                    | Biserica de lemn „Intrarea Maicii Domnului în Biserică”                                              | sat Bârsana; comuna Bârsana                             | Cimitirul de pe dealul Jbir 47.82055°N 24.05432°E | 1720                                                                        | Alte imagini          | Raportează eroare |
| MM-II-m-A-04518                                     | Casă de lemn, fostă școală confesională                                                              | sat Bârsana; comuna Bârsana                             | Lângă școala actuală | prima jum. sec. XVIII                                                       | Încarcă foto \| video | Raportează eroare |
| MM-II-m-B-04519 (RAN: 108516.01)                    | Biserica reformată                                                                                   | sat Berchez; comuna Remetea Chioarului                  | 67 | sec. XV - XIX                                                               | Încarcă foto \| video | Raportează eroare |
| MM-II-m-B-04520                                     | Biserica „Sf. Ioan Botezătorul”                                                                      | sat Berchez; comuna Remetea Chioarului                  | 126 47.5182°N 23.50401°E | sec. XIX                                                                    | Alte imagini          | Raportează eroare |
| MM-II-m-B-04521 (RAN: 107751.02)                    | Ruinele bisericii „Cuvioasa Paraschiva”                                                              | sat Berința; comuna Copalnic-Mănăștur                   | Cimitirul satului | 1807                                                                        |                       | Raportează eroare |
| MM-II-m-B-04522 (RAN: 107751.01)                    | Biserica „Sf. Nicolae”                                                                               | sat Berința; comuna Copalnic-Mănăștur                   | 32, în cimitirul dinspre Cărpiniș | sf. sec. XVIII                                                              |                       | Raportează eroare |
| MM-II-m-A-04523 (RAN: 107243.01)                    | Biserica de lemn „Sf. Arhangheli Mihail și Gavril”                                                   | sat Bicaz; comuna Bicaz                                 | 89 | 1723                                                                        | Alte imagini          | Raportează eroare |
| MM-II-m-A-04524 (RAN: 107412.05)                    | Biserica de lemn „Sf. Nicolae”                                                                       | sat Bogdan Vodă; comuna Bogdan Vodă                     | 367 47.6902°N 24.26831°E | 1718                                                                        | Alte imagini          | Raportează eroare |
| MM-II-m-A-04525 (RAN: 107412.04)                    | Casa de lemn Deac Vasile Moșu                                                                        | sat Bogdan Vodă; comuna Bogdan Vodă                     | 578 | 1780                                                                        | Încarcă foto \| video | Raportează eroare |
| MM-II-m-B-04526                                     | Biserica de lemn „Sf. Arhangheli Mihail și Gavril”                                                   | sat aparținător Boiereni; oraș Târgu Lăpuș              | 77 47.46934°N 23.927°E | sec. XVIII                                                                  | Alte imagini          | Raportează eroare |
| MM-II-m-B-21041                                     | Biserica „Sf. Ilie Tesviteanul”                                                                      | oraș Borșa                                              | Str. Decebal nr. 15 |                                                                             | Încarcă foto \| video | Raportează eroare |
| MM-II-m-A-04527 (RAN: 106755.01)                    | Biserica de lemn „Sf. Arhangheli”                                                                    | oraș Borșa                                              | Str. Eternității 1 47.6567°N 24.6458°E | 1700                                                                        | Alte imagini          | Raportează eroare |
| MM-II-m-A-04528 (RAN: 107494.01)                    | Biserica de lemn „Cuvioasa Paraschiva”                                                               | sat Botiza; comuna Botiza                               | 750 47.6675°N 24.15331°E | 1796                                                                        | Alte imagini          | Raportează eroare |
| MM-II-a-A-04529                                     | Ansamblul „Sf. Arhangheli”, Breb                                                                     | sat Breb; comuna Ocna Șugatag                           | 26-27 47.74875°N 23.90458°E | sec. XVI - XVII                                                             | Alte imagini          | Raportează eroare |
| MM-II-m-B-04529.02                                  | Casa parohială ortodoxă                                                                              | sat Breb; comuna Ocna Șugatag                           | 26 | sec. XVIII                                                                  |                       | Raportează eroare |
| MM-II-m-A-04529.01                                  | Biserica de lemn „Sf. Arhangheli”                                                                    | sat Breb; comuna Ocna Șugatag                           | 27 | sec. XVI                                                                    |                       | Raportează eroare |
| MM-II-m-A-04530 (RAN: 107528.01)                    | Biserica de lemn „Sf. Nicolae”, Josani                                                               | sat Budești; comuna Budești                             | 135 47.7316°N 23.9442°E | 1643                                                                        | Alte imagini          | Raportează eroare |
| MM-II-m-A-04531 (RAN: 107528.02)                    | Biserica de lemn „Sf. Nicolae”, Susani                                                               | sat Budești; comuna Budești                             | 544 47.82225°N 24.0532°E | 1760                                                                        | Alte imagini          | Raportează eroare |
| MM-II-m-B-04532                                     | Biserica de lemn „Sf. Arhangheli Mihail și Gavril”                                                   | sat aparținător Buteasa; oraș Șomcuta Mare              | 23 | 1800                                                                        | Alte imagini          | Raportează eroare |
| MM-II-m-A-04533                                     | Biserica de lemn „Sf. Arhangheli Mihail și Gavril”                                                   | sat Buzești; comuna Fărcașa                             | Str. Școlii 5 47.607°N 23.35217°E | 1799                                                                        | Alte imagini          | Raportează eroare |
| MM-II-m-B-04534                                     | Biserica de zid „Sf. Varvara”                                                                        | oraș Cavnic                                             | Str. Eliberării | 1812                                                                        | Alte imagini          | Raportează eroare |
| MM-II-a-B-04535                                     | Ansamblul de locuințe și administrația minei Cavnic (Cartier Handal)                                 | oraș Cavnic                                             | Str. Eliberării 39, 41, 43, 45 | sec. XVIII - XX                                                             |                       | Raportează eroare |
| MM-II-m-B-04536                                     | Flotația de metale neferoase                                                                         | oraș Cavnic                                             | Str. Flotației 1A | 1810-1820                                                                   | Încarcă foto \| video | Raportează eroare |
| MM-II-m-B-04537 (RAN: 106791.01)                    | Ruinele topitoriei pentru extragerea aurului                                                         | oraș Cavnic                                             | Str. Minerilor, „La Roata” | sec. XVIII                                                                  |                       | Raportează eroare |
| MM-II-m-A-04538 (RAN: 107555.02)                    | Biserica de lemn „Adormirea Maicii Domnului” (Susani)                                                | sat Călinești; comuna Călinești                         | 35 A 47.82227°N 24.05294°E | 1758                                                                        | Alte imagini          | Raportează eroare |
| MM-II-m-A-04539 (RAN: 107555.03)                    | Biserica de lemn „Nașterea Maicii Domnului”, Josani (Căieni)                                         | sat Călinești; comuna Călinești                         | 451 A 47.7864°N 23.98°E | ante 1663, extinsă în sec. XIX                                              | Alte imagini          | Raportează eroare |
| MM-II-m-B-04540                                     | Biserica „Nașterea Maicii Domnului”                                                                  | sat Cărbunari; comuna Dumbrăvița                        | 122 | 1888                                                                        | Încarcă foto \| video | Raportează eroare |
| MM-II-m-A-04541 (RAN: 107760.01)                    | Biserica de lemn „Adormirea Maicii Domnului”                                                         | sat Cărpiniș; comuna Copalnic-Mănăștur                  | 35 A | 1757                                                                        | Alte imagini          | Raportează eroare |
| MM-II-m-B-04542 (RAN: 107724.01)                    | Biserica reformată                                                                                   | sat Câmpulung la Tisa; comuna Câmpulung la Tisa         | 242 47.98846°N 23.77003°E | 1793                                                                        |                       | Raportează eroare |
| MM-II-a-B-04543                                     | Ansamblul bisericii „Cuvioasa Paraschiva”                                                            | sat Cetățele; comuna Șișești                            | 164 |                                                                             | Alte imagini          | Raportează eroare |
| MM-II-m-B-04543.01                                  | Biserica „Cuvioasa Paraschiva”                                                                       | sat Cetățele; comuna Șișești                            | 164 | 1794                                                                        |                       | Raportează eroare |
| MM-II-m-B-04543.02                                  | „Masa moșilor”                                                                                       | sat Cetățele; comuna Șișești                            | 164 | sec. XVI                                                                    | Alte imagini          | Raportează eroare |
| MM-II-m-B-04543.03                                  | Clopotnița din lemn                                                                                  | sat Cetățele; comuna Șișești                            | 164 | sec. XIX                                                                    |                       | Raportează eroare |
| MM-IV-s-B-04543.04                                  | Cimitirul cu cruci de piatră                                                                         | sat Cetățele; comuna Șișești                            | 164 | sec. XVIII - XIX                                                            | Alte imagini          | Raportează eroare |
| MM-II-a-A-04544                                     | Ansamblul bisericii ortodoxe „Sf. Arhangheli Mihail și Gavril”                                       | sat Coaș; comuna Coaș                                   | 271 47.53848°N 23.58752°E | 1730                                                                        | Alte imagini          | Raportează eroare |
| MM-II-m-A-04544.01                                  | Biserică                                                                                             | sat Coaș; comuna Coaș                                   | 271 | 1730                                                                        |                       | Raportează eroare |
| MM-II-m-A-04544.02                                  | Clopotnița de lemn                                                                                   | sat Coaș; comuna Coaș                                   | 271 | 1730                                                                        | Încarcă foto \| video | Raportează eroare |
| MM-II-m-B-04545                                     | Biserica de lemn „Sf. Arhangheli Mihail și Gavril”                                                   | sat aparținător Codru Butesii; oraș Șomcuta Mare        | 25 | sec. XIX                                                                    | Alte imagini          | Raportează eroare |
| MM-II-a-A-04446 (RAN: 108838.01)                    | Castelul Teleki                                                                                      | sat Coltău; comuna Coltău                               | 35 47.60032°N 23.52284°E | 1740-1780                                                                   |                       | Raportează eroare |
| MM-II-m-B-04547 (RAN: 107779.01)                    | Biserica „Sf. Arhangheli Mihail și Gavril”                                                           | sat Copalnic; comuna Copalnic-Mănăștur                  | 126 | 1735                                                                        | Încarcă foto \| video | Raportează eroare |
| MM-II-m-B-04548                                     | Casa Anca                                                                                            | sat Copalnic-Mănăștur; comuna Copalnic-Mănăștur         | 150 | 1910                                                                        | Încarcă foto \| video | Raportează eroare |
| MM-II-m-B-04549                                     | Biserica „Sf. Arhangheli Mihail și Gavril”                                                           | sat Copalnic-Mănăștur; comuna Copalnic-Mănăștur         | 212 | sec. XIX                                                                    | Alte imagini          | Raportează eroare |
| MM-II-m-A-04551                                     | Biserica de lemn „Sf. Nicolae”                                                                       | sat Cornești; comuna Călinești                          | 133 47.8169°N 23.96968°E | 1800 Toader Hodor (sec. al XIX-lea) (zugravi)                               | Alte imagini          | Raportează eroare |
| MM-II-s-B-04552                                     | Cimitir evreiesc                                                                                     | sat Coruia; comuna Săcălășeni                           | | sec. XVIII                                                                  | Încarcă foto \| video | Raportează eroare |
| MM-II-a-A-04553                                     | Ansamblul bisericii „Sf. Ana”                                                                        | sat Coruia; comuna Săcălășeni                           | Str. Alexandru Vaida Voievod 47.56516°N 23.59193°E | 1794                                                                        |                       | Raportează eroare |
| MM-II-m-A-04553.01                                  | Biserica de lemn „Sf. Ana”                                                                           | sat Coruia; comuna Săcălășeni                           | Str. Alexandru Vaida Voievod | 1794                                                                        |                       | Raportează eroare |
| MM-II-m-B-04553.02                                  | Clopotnița de lemn a bisericii                                                                       | sat Coruia; comuna Săcălășeni                           | Str. Alexandru Vaida Voievod | sec. XIX                                                                    |                       | Raportează eroare |
| MM-II-m-B-04554                                     | Biserica de lemn „Sf. Nicolae”                                                                       | sat Costeni; comuna Cupșeni                             | 25 | 1870                                                                        | Alte imagini          | Raportează eroare |
| MM-II-m-B-04555                                     | Biserica de lemn „Sf. Apostoli Petru și Pavel”                                                       | sat Costeni; comuna Cupșeni                             | 141 | 1885                                                                        | Alte imagini          | Raportează eroare |
| MM-II-m-B-04556                                     | Biserica „Sf. Cruce”                                                                                 | sat Coștiui; comuna Rona de Sus                         | 71 | sec. XIX                                                                    | Alte imagini          | Raportează eroare |
| MM-II-m-A-04557 (RAN: 108650.01)                    | Castelul Apaffi                                                                                      | sat Coștiui; comuna Rona de Sus                         | 85 47.87803°N 24.02643°E | sec. XV - XVIII                                                             | Alte imagini          | Raportează eroare |
| MM-II-m-B-04558                                     | Capelele din „Calea Crucii”                                                                          | sat Coștiui; comuna Rona de Sus                         | 182, Cimitirul romano catolic |                                                                             | Alte imagini          | Raportează eroare |
| MM-II-m-B-04559                                     | Biserica ucraineană                                                                                  | sat Coștiui; comuna Rona de Sus                         | 224 | sec. XIX                                                                    | Alte imagini          | Raportează eroare |
| MM-II-m-B-04560                                     | Absida bisericii de lemn „Sf. Arhangheli Mihail și Gavril”                                           | sat aparținător Cufoaia; oraș Târgu Lăpuș               | 59 | 1850                                                                        | Alte imagini          | Raportează eroare |
| MM-II-m-A-04561 (RAN: 108856.01)                    | Biserica de lemn „Sf. Arhangheli Mihail și Gavril”                                                   | sat Culcea; comuna Săcălășeni                           | Str. Stadionului 1 47.56437°N 23.54962°E | 1720                                                                        | Alte imagini          | Raportează eroare |
| MM-II-m-A-04562                                     | Biserica de lemn „Sf. Ilie Proorocul”                                                                | sat Cupșeni; comuna Cupșeni                             | 212 | sec. XVIII                                                                  |                       | Raportează eroare |
| MM-II-m-B-04563 (RAN: 107939.01)                    | Biserica de lemn „Sf. Arhangheli Mihail și Gavril”                                                   | sat Cupșeni; comuna Cupșeni                             | 273, „În hat” | sec. XVIII                                                                  |                       | Raportează eroare |
| MM-II-m-B-04564                                     | Biserica reformată                                                                                   | sat aparținător Dămăcușeni; oraș Târgu Lăpuș            | 55 | 1843                                                                        |                       | Raportează eroare |
| MM-II-m-B-04565                                     | Biserica „Adormirea Maicii Domnului”                                                                 | sat Dănești; comuna Șișești                             | 80 | 1820                                                                        | Încarcă foto \| video | Raportează eroare |
| MM-II-m-A-04566 (RAN: 107984.01)                    | Biserica de lemn „Cuvioasa Paraschiva”                                                               | sat Desești; comuna Desești                             | 88 47.77405°N 23.85511°E | 1770                                                                        | Alte imagini          | Raportează eroare |
| MM-II-m-B-04567 (RAN: 106871.02)                    | Biserica de lemn „Intrarea în Biserică”                                                              | sat aparținător Dobricu Lăpușului; oraș Târgu Lăpuș     | 31 | sec. XVIII                                                                  |                       | Raportează eroare |
| MM-II-m-A-04568 (RAN: 106871.03)                    | Biserica de lemn „Sf. Arhangheli Mihail și Gavril”                                                   | sat aparținător Dobricu Lăpușului; oraș Târgu Lăpuș     | 157, „În coastă” | sec. XVIII                                                                  |                       | Raportează eroare |
| MM-II-m-B-04570                                     | Fosta prefectură, azi Spitalul Vișeu (secția externă)                                                | oraș Dragomirești                                       | 83 | sec. XX                                                                     | Încarcă foto \| video | Raportează eroare |
| MM-II-m-A-04569 (RAN: 107902.01)                    | Biserica de lemn „Sf. Arhangheli Mihail și Gavril”                                                   | sat Drăghia; comuna Coroieni                            | 39 47.35427°N 23.77322°E | 1706                                                                        | Alte imagini          | Raportează eroare |
| MM-II-m-B-04571 (RAN: 106880.01)                    | Biserica de lemn „Sf. Arhangheli Mihail și Gavril”                                                   | sat aparținător Dumbrava; oraș Târgu Lăpuș              | 74 | sec. XVIII                                                                  | Alte imagini          | Raportează eroare |
| MM-II-m-A-04572                                     | Biserica „Sf. Arhangheli Mihail și Gavril”                                                           | sat Fânațe; comuna Cernești                             | 230 | 1840                                                                        |                       | Raportează eroare |
| MM-II-m-B-04573 (RAN: 106899.01)                    | Biserica de lemn „Sf. Maria”                                                                         | sat aparținător Fântânele; oraș Târgu Lăpuș             | 63 | sec. XVIII                                                                  | Alte imagini          | Raportează eroare |
| MM-II-m-A-04574 (RAN: 108188.01)                    | Biserica de lemn „Sf. Nicolae”                                                                       | sat Ferești; comuna Giulești                            | 136 | 1700                                                                        | Alte imagini          | Raportează eroare |
| MM-II-m-B-04575                                     | Biserica „Sf. Paraschiva”                                                                            | sat Fericea; comuna Valea Chioarului                    | 30 | 1887                                                                        | Încarcă foto \| video | Raportează eroare |
| MM-II-m-B-04576                                     | Biserica „Sf. Arhangheli Mihail și Gavril”                                                           | localitate componentă Firiza; municipiul Baia Mare      | Str. Firiza 99 | 1824                                                                        | Încarcă foto \| video | Raportează eroare |
| MM-II-m-A-04577 (RAN: 107458.01)                    | Biserica de lemn „Sf. Nicolae”                                                                       | sat Frâncenii Boiului; comuna Boiu Mare                 | 41 A | 1757                                                                        | Alte imagini          | Raportează eroare |
| MM-II-m-B-04578                                     | Castelul Blomberg, azi Casa de copii                                                                 | sat Gârdani; comuna Gârdani                             | 457 47.55113°N 23.30712°E | sec. XIX                                                                    | Alte imagini          | Raportează eroare |
| MM-II-m-B-04579                                     | Biserica „Adormirea Maicii Domnului”                                                                 | sat Giulești; comuna Giulești                           | 359 | sec. XIX                                                                    |                       | Raportează eroare |
| MM-II-m-A-04581 (RAN: 109023.01)                    | Biserica de lemn „Sf. Nicolae”                                                                       | sat Glod; comuna Strâmtura                              | 214 | 1700                                                                        | Alte imagini          | Raportează eroare |
| MM-II-s-B-04580                                     | Cimitir evreiesc                                                                                     | sat Glod; comuna Strâmtura                              | 231 | sec. XVIII                                                                  | Încarcă foto \| video | Raportează eroare |
| MM-II-m-B-04582                                     | Biserica de lemn „Sf. Apostoli”                                                                      | sat aparținător Groape; oraș Târgu Lăpuș                | 5 | 1830                                                                        | Alte imagini          | Raportează eroare |
| MM-II-m-B-04583 (RAN: 107993.02)                    | Casa Iurca                                                                                           | sat Hărnicești; comuna Desești                          | 8 | 1800                                                                        | Încarcă foto \| video | Raportează eroare |
| MM-II-m-A-04584 (RAN: 107993.01)                    | Biserica de lemn „Nașterea Maicii Domnului”                                                          | sat Hărnicești; comuna Desești                          | 77 47.78342°N 23.88492°E | cca. 1700                                                                   | Alte imagini          | Raportează eroare |
| MM-II-m-A-04585 (RAN: 108437.01)                    | Biserica de lemn „Sf. Arhangheli Mihail și Gavril”                                                   | sat Hoteni; comuna Ocna Șugatag                         | 80 47.76991°N 23.90092°E | 1657                                                                        | Alte imagini          | Raportează eroare |
| MM-II-s-B-04586                                     | Cimitir evreiesc                                                                                     | sat Ieud; comuna Ieud                                   | | sec. XVIII                                                                  | Încarcă foto \| video | Raportează eroare |
| MM-II-a-A-04587                                     | Ansamblul bisericii „Nașterea Maicii Domnului”                                                       | sat Ieud; comuna Ieud                                   | 236, „Din vale” 47.67581°N 24.23023°E | 1717                                                                        | Alte imagini          | Raportează eroare |
| MM-II-m-A-04587.01                                  | Biserică de lemn                                                                                     | sat Ieud; comuna Ieud                                   | 236, „Din vale” | 1717                                                                        |                       | Raportează eroare |
| MM-II-m-A-04587.02                                  | Clopotniță de lemn                                                                                   | sat Ieud; comuna Ieud                                   | 236, „Din vale” | sec. XIX                                                                    | Încarcă foto \| video | Raportează eroare |
| MM-II-m-A-04588 (RAN: 108213.03)                    | Biserica de lemn „Nașterea Maicii Domnului”                                                          | sat Ieud; comuna Ieud                                   | 957, „Din deal” 47.67619°N 24.23652°E | sec. XVII                                                                   | Alte imagini          | Raportează eroare |
| MM-II-m-A-04589 (RAN: 106915.01)                    | Biserica de lemn „Sf. Arhangheli Mihail și Gavril”                                                   | sat aparținător Inău; oraș Târgu Lăpuș                  | 107 | 1689                                                                        | Alte imagini          | Raportează eroare |
| MM-II-m-B-04590 (RAN: 107635.01)                    | Biserica de lemn „Sf. Ioan Evanghelistul”                                                            | sat Izvoarele; comuna Cernești                          | 3, „Pe secătură” | 1803                                                                        | Alte imagini          | Raportează eroare |
| MM-II-m-B-04591                                     | Biserica de lemn „Cuvioasa Paraschiva”                                                               | sat Izvoarele; comuna Cernești                          | 18 | 1928                                                                        |                       | Raportează eroare |
| MM-II-m-B-04592 (RAN: 108865.01)                    | Biserica de lemn „Sf. Apostoli Petru și Pavel”                                                       | sat Întrerâuri; comuna Coaș                             | 28 | sec. XVIII                                                                  |                       | Raportează eroare |
| MM-II-m-B-04593                                     | Biserica de lemn „Sf. Arhangheli Mihail și Gavril”                                                   | sat Jugăstreni; comuna Vima Mică                        | 11 | 1861                                                                        | Alte imagini          | Raportează eroare |
| MM-II-m-A-04594 (RAN: 109078.01)                    | Biserica de lemn „Sf. Dumitru”                                                                       | sat Larga; comuna Suciu de Sus                          | 118 | 1771                                                                        | Alte imagini          | Raportează eroare |
| MM-II-m-A-04595                                     | Biserica de lemn „Nașterea Maicii Domnului”                                                          | sat Lăschia; comuna Copalnic-Mănăștur                   | 133 47.54064°N 23.72535°E | 1868                                                                        | Alte imagini          | Raportează eroare |
| MM-II-m-A-04811 (RAN: 108231.03)                    | Biserica de lemn „Adormirea Maicii Domnului”                                                         | sat Lăpuș; comuna Lăpuș                                 | 820, „În dâmb” | 1697                                                                        | Alte imagini          | Raportează eroare |
| MM-II-m-A-04596 (RAN: 107957.03)                    | Biserica de lemn „Sf. Arhangheli Mihail și Gavril”                                                   | sat Libotin; comuna Cupșeni                             | 65 | 1671                                                                        |                       | Raportează eroare |
| MM-II-m-A-04597 (RAN: 108197.01)                    | Biserica de lemn „Sf. Arhangheli”                                                                    | sat Mănăstirea; comuna Giulești                         | 18 47.80285°N 23.92219°E | sec. XVII                                                                   | Alte imagini          | Raportează eroare |
| MM-II-m-B-04598                                     | Școala generală                                                                                      | sat Mocira; comuna Recea                                | Str. Școlii 7 | 1930                                                                        | Încarcă foto \| video | Raportează eroare |
| MM-II-a-A-04599                                     | Ansamblul bisericii „Adormirea Maicii Domnului”                                                      | sat Moisei; comuna Moisei                               | 203 | cca. 1600                                                                   | Alte imagini          | Raportează eroare |
| MM-II-m-A-04599.01                                  | Biserica de lemn „Adormirea Maicii Domnului” a fostei mănăstiri „Izvoru Negru”                       | sat Moisei; comuna Moisei                               | 203 | 1600                                                                        |                       | Raportează eroare |
| MM-II-m-A-04599.02                                  | Stâlpii de piatră ai „Drumului Crucii”                                                               | sat Moisei; comuna Moisei                               | 203 | sec. XVII                                                                   | Încarcă foto \| video | Raportează eroare |
| MM-II-m-B-04600                                     | Biserica „Sf. Arhangheli Mihail și Gavril”                                                           | sat Odești; comuna Băsești                              | 33 | 1832                                                                        | Încarcă foto \| video | Raportează eroare |
| MM-II-m-B-04601 (RAN: 108393.02)                    | Biserica de lemn „Sf. Arhangheli Mihail și Gavril”                                                   | sat Orțița; comuna Oarța de Jos                         | 22 | 1832                                                                        | Alte imagini          | Raportează eroare |
| MM-II-m-B-04602 (RAN: 109470.01)                    | Biserica de lemn „Sf. Arhangheli Mihail și Gavril”                                                   | sat Peteritea; comuna Vima Mică                         | 16 | sec. XVIII                                                                  | Alte imagini          | Raportează eroare |
| MM-II-m-B-04603 (RAN: 108464.01)                    | Casa Mihalca                                                                                         | sat Petrova; comuna Petrova                             | 793 | sf. sec. XVIII                                                              | Încarcă foto \| video | Raportează eroare |
| MM-II-m-A-04604 (RAN: 109158.01)                    | Biserica de lemn „Sf. Arhangheli Mihail și Gavril”                                                   | sat Plopiș; comuna Șișești                              | 109 47.5921°N 23.7688°E | 1798                                                                        | Alte imagini          | Raportează eroare |
| MM-II-m-A-04812 (RAN: 108482.01)                    | Biserica de lemn ucraineană „Schimbarea la față”                                                     | sat Poienile de sub Munte; comuna Poienile de sub Munte | Str. Bisericii 547 47.821°N 24.43611°E | 1788                                                                        | Alte imagini          | Raportează eroare |
| MM-II-m-A-04605 (RAN: 107500.01)                    | Biserica de lemn „Cuvioasa Paraschiva”                                                               | sat Poienile Izei; comuna Poienile Izei                 | 210 47.6988°N 24.1133°E | 1700                                                                        | Alte imagini          | Raportează eroare |
| MM-II-m-A-04606 (RAN: 108534.02)                    | Biserica de lemn „Sf. Ilie”                                                                          | sat Posta; comuna Remetea Chioarului                    | 74 47.54812°N 23.49277°E | 1675                                                                        | Alte imagini          | Raportează eroare |
| MM-II-m-B-04813 (RAN: 108534.01)                    | Biserica de lemn „Sf. Arhangheli”                                                                    | sat Posta; comuna Remetea Chioarului                    | 112A, cătun Săpâia | 1820                                                                        |                       | Raportează eroare |
| MM-II-m-B-04607                                     | Casă                                                                                                 | sat Preluca Nouă; comuna Copalnic-Mănăștur              | 90 | 1864                                                                        | Încarcă foto \| video | Raportează eroare |
| MM-II-m-B-04608 (RAN: 107831.01)                    | Biserica „Sf. Nicolae”                                                                               | sat Preluca Veche; comuna Copalnic-Mănăștur             | 57 | 1750                                                                        | Încarcă foto \| video | Raportează eroare |
| MM-II-m-A-04609                                     | Castelul Geza Teleki                                                                                 | sat Pribilești; comuna Satulung                         | 57 47.56485°N 23.36907°E | sf. sec. XIX Ybl Miklós                                                     | Încarcă foto \| video | Raportează eroare |
| MM-II-m-B-04611 (RAN: 106924.01)                    | Biserica de lemn „Sf. Dumitru”                                                                       | sat aparținător Răzoare; oraș Târgu Lăpuș               | 49 | sec. XVIII                                                                  | Alte imagini          | Raportează eroare |
| MM-II-m-A-04610 (RAN: 106924.02)                    | Biserica de lemn „Sf. Arhangheli Mihail și Gavril”                                                   | sat aparținător Răzoare; oraș Târgu Lăpuș               | 215 | 1731                                                                        | Alte imagini          | Raportează eroare |
| MM-II-m-B-04612                                     | Biserica de lemn „Nașterea Preacuratei”                                                              | sat Remecioara; comuna Remetea Chioarului               | 62 47.51506°N 23.56387°E | sec. XIX                                                                    | Alte imagini          | Raportează eroare |
| MM-II-m-B-04613                                     | Casa Maria Pop                                                                                       | sat Remetea Chioarului; comuna Remetea Chioarului       | 60 | 1875                                                                        | Încarcă foto \| video | Raportează eroare |
| MM-II-a-A-04614                                     | Ansamblul bisericii „Sf. Arhangheli Mihail și Gavril”                                                | sat Remetea Chioarului; comuna Remetea Chioarului       | 127 47.52779°N 23.55153°E | sec. XVIII                                                                  | Alte imagini          | Raportează eroare |
| MM-II-m-A-04614.01                                  | Biserica de lemn „Sf. Arhangheli Mihail și Gavril”                                                   | sat Remetea Chioarului; comuna Remetea Chioarului       | 127 | sec. XVIII                                                                  | Alte imagini          | Raportează eroare |
| MM-II-m-A-04614.02                                  | Clopotnița de lemn                                                                                   | sat Remetea Chioarului; comuna Remetea Chioarului       | 127 | sec. XVIII                                                                  |                       | Raportează eroare |
| MM-II-m-B-04615 (RAN: 108507.01)                    | Capelă                                                                                               | sat Remetea Chioarului; comuna Remetea Chioarului       | 142 | sec. XVIII                                                                  | Încarcă foto \| video | Raportează eroare |
| MM-II-m-A-04616 (RAN: 108561.01)                    | Biserica veche ucraineană „Sf. Petru și Pavel”                                                       | sat Remeți; comuna Remeți                               | 413 | sec. XV                                                                     |                       | Raportează eroare |
| MM-II-m-A-04617 (RAN: 106933.01)                    | Biserica de lemn „Cuvioasa Paraschiva”                                                               | sat aparținător Rogoz; oraș Târgu Lăpuș                 | 273 | sec. XVIII                                                                  | Alte imagini          | Raportează eroare |
| MM-II-m-A-04618 (RAN: 106933.02)                    | Biserica de lemn „Sf. Arhangheli Mihail și Gavril”                                                   | sat aparținător Rogoz; oraș Târgu Lăpuș                 | 282 47.46912°N 23.92697°E | 1661 Zugravi: Radu Munteanu (1785), Nicolae Man (1785), Grigorie Bod (1834) | Alte imagini          | Raportează eroare |
| MM-II-m-B-04619                                     | Casă de lemn                                                                                         | sat aparținător Rohia; oraș Târgu Lăpuș                 | 152 | 1820                                                                        | Încarcă foto \| video | Raportează eroare |
| MM-II-m-A-04620 (RAN: 108623.01)                    | Biserica de lemn „Adormirea Maicii Domnului”                                                         | sat Rona de Jos; comuna Rona de Jos                     | 67 47.92681°N 24.01194°E | sec. XVIII                                                                  | Alte imagini          | Raportează eroare |
| MM-II-a-A-04621                                     | Ansamblul bisericii „Sf. Arhangheli Mihail și Gavril”                                                | sat Rozavlea; comuna Rozavlea                           | 396 47.7349°N 24.22617°E | 1716                                                                        | Alte imagini          | Raportează eroare |
| MM-II-m-A-04621.01                                  | Biserica de lemn „Sf. Arhangheli Mihail și Gavril”                                                   | sat Rozavlea; comuna Rozavlea                           | 396 | 1716                                                                        |                       | Raportează eroare |
| MM-II-m-A-04621.02                                  | Clopotniță                                                                                           | sat Rozavlea; comuna Rozavlea                           | 396 | sec. XIX                                                                    |                       | Raportează eroare |
| MM-II-m-B-04622 (RAN: 108071.01)                    | Biserica „Sf. Arhangheli Mihail și Gavril”                                                           | sat Rus; comuna Dumbrăvița                              | 139, Biserică cimiterială | 1815                                                                        | Încarcă foto \| video | Raportează eroare |
| MM-II-m-B-04623 (RAN: 106639.06)                    | Casa Mihaly                                                                                          | sat Sarasău; comuna Sarasău                             | 2 47.95553°N 23.82571°E | sec. XVIII                                                                  | Încarcă foto \| video | Raportează eroare |
| MM-II-m-A-04624 (RAN: 106639.07)                    | Biserica „Sf. Arhangheli Mihail și Gavril”                                                           | sat Sarasău; comuna Sarasău                             | 166 A | 1600                                                                        | Alte imagini          | Raportează eroare |
| MM-II-m-B-04625                                     | Casa Iurca                                                                                           | sat Sarasău; comuna Sarasău                             | 202 | sf. sec. XIX                                                                | Încarcă foto \| video | Raportează eroare |
| MM-II-m-B-04626                                     | Casa Man, Azi Cămin Cultural                                                                         | sat Sarasău; comuna Sarasău                             | 203 | sec. XIX                                                                    | Încarcă foto \| video | Raportează eroare |
| MM-II-m-A-04627 (RAN: 108419.01)                    | Biserica de lemn „Cuvioasa Paraschiva”                                                               | sat Sat-Șugatag; comuna Ocna Șugatag                    | 86 47.80004°N 23.90465°E | 1642                                                                        | Alte imagini          | Raportează eroare |
| MM-II-m-B-04628 (RAN: 106728.01)                    | Biserica „Sf. Arhangheli Mihail și Gavril”                                                           | sat aparținător Satu Nou de Sus; oraș Baia Sprie        | 221 | 1775                                                                        | Alte imagini          | Raportează eroare |
| MM-II-a-A-04629 (RAN: 108721.01)                    | Ansamblul castelului Teleki                                                                          | sat Satulung; comuna Satulung                           | 379 47.56851°N 23.42809°E | 1740-1780                                                                   | Încarcă foto \| video | Raportează eroare |
| MM-II-m-A-04629.01                                  | Castel                                                                                               | sat Satulung; comuna Satulung                           | 379 | 1740-1780                                                                   | Încarcă foto \| video | Raportează eroare |
| MM-II-m-B-04629.02                                  | Anexe                                                                                                | sat Satulung; comuna Satulung                           | 379 | 1740-1780                                                                   | Încarcă foto \| video | Raportează eroare |
| MM-II-s-A-04629.03                                  | Parc                                                                                                 | sat Satulung; comuna Satulung                           | 385 | 1740-1780                                                                   | Încarcă foto \| video | Raportează eroare |
| MM-II-m-A-04630 (RAN: 108801.01)                    | Biserica de lemn „Adormirea Maicii Domnului”                                                         | sat Săcălășeni; comuna Săcălășeni                       | Str. Muzeului 1 | sec. XVII                                                                   | Alte imagini          | Raportează eroare |
| MM-II-m-B-04631                                     | Biserica „Sf. Apostoli Petru și Pavel”                                                               | sat Săcel; comuna Săcel                                 | 95 | 1909                                                                        |                       | Raportează eroare |
| MM-II-m-B-04632                                     | Biserica „Sf. Arhangheli Mihail și Gavril”                                                           | sat Săcel; comuna Săcel                                 | 219 | 1902                                                                        | Încarcă foto \| video | Raportează eroare |
| MM-II-m-A-04635 (RAN: 108909.01)                    | Biserica de lemn „Sf. Nicolae” (a Bulenilor)                                                         | oraș Săliștea de Sus                                    | Str. Bâleni 47 47.65°N 24.35°E | 1736                                                                        |                       | Raportează eroare |
| MM-II-m-B-04634                                     | Casă                                                                                                 | oraș Săliștea de Sus                                    | Str. Bindea Doru Liviu 132 | 1740-1750                                                                   | Încarcă foto \| video | Raportează eroare |
| MM-II-m-A-04633 (RAN: 108909.02)                    | Biserica de lemn „Sf. Nicolae” (a Nistoreștilor)                                                     | oraș Săliștea de Sus                                    | Str. Dr. Iuga Gavrilă 65 | 1680                                                                        | Alte imagini          | Raportează eroare |
| MM-II-s-B-04636                                     | Cimitir evreiesc                                                                                     | sat Săpânța; comuna Săpânța                             | | sec. XVIII                                                                  |                       | Raportează eroare |
| MM-II-a-B-04637                                     | Ansamblul de arhitectură tehnică populară - complex de vâltori                                       | sat Săpânța; comuna Săpânța                             | | sec. XIX                                                                    |                       | Raportează eroare |
| MM-II-a-B-04638                                     | Ansamblu de arhitectură tehnică populară                                                             | sat Sârbi; comuna Budești                               | | sec. XIX                                                                    | Încarcă foto \| video | Raportează eroare |
| MM-II-m-A-04639 (RAN: 107537.02)                    | Biserica de lemn „Sf. Nicolae” - Josani                                                              | sat Sârbi; comuna Budești                               | 28 47.79916°N 23.94527°E | 1665                                                                        | Alte imagini          | Raportează eroare |
| MM-II-m-A-04640 (RAN: 107537.01)                    | Biserica de lemn „Cuvioasa Paraschiva” - Susani                                                      | sat Sârbi; comuna Budești                               | 59 47.75061°N 23.93631°E | 1667 Gozdă (meșteri)                                                        | Alte imagini          | Raportează eroare |
| MM-II-m-B-04641                                     | Biserica „Sf. Arhangheli Mihaiil și Gavriil”                                                         | oraș Seini                                              | Str. Băii 1 | 1882                                                                        | Încarcă foto \| video | Raportează eroare |
| MM-II-m-B-04642                                     | Școala confesională românească                                                                       | oraș Seini                                              | Str. Băii 4 | 1860-1865                                                                   | Încarcă foto \| video | Raportează eroare |
| MM-II-m-B-04644                                     | „Banca Sătmăreană”, azi locuință                                                                     | oraș Seini                                              | Str. Băii 8 | sf. sec. XIX                                                                | Încarcă foto \| video | Raportează eroare |
| MM-II-m-B-04643                                     | Judecătoria, azi Școala generală nr. 1                                                               | oraș Seini                                              | Str. Bălcescu Nicolae 2 | înc. sec. XX                                                                | Încarcă foto \| video | Raportează eroare |
| MM-II-m-B-04645                                     | Casă                                                                                                 | oraș Seini                                              | Str. Bălcescu Nicolae 6 | înc. sec. XX                                                                | Încarcă foto \| video | Raportează eroare |
| MM-II-m-A-04646                                     | Casa Bay                                                                                             | oraș Seini                                              | Str. Cetății 1 | sf. sec. XIX                                                                | Încarcă foto \| video | Raportează eroare |
| MM-II-m-B-04647                                     | Intreprinderea de drojdie seineană                                                                   | oraș Seini                                              | Str. Cuza Vodă 12 | 1875                                                                        | Încarcă foto \| video | Raportează eroare |
| MM-II-m-B-04647.01                                  | Aripa veche a secției Drojdie                                                                        | oraș Seini                                              | Str. Cuza Vodă 12 | 1875                                                                        | Încarcă foto \| video | Raportează eroare |
| MM-II-m-B-04647.02                                  | Atelier mecanic                                                                                      | oraș Seini                                              | Str. Cuza Vodă 12 | 1875                                                                        | Încarcă foto \| video | Raportează eroare |
| MM-II-m-B-04647.03                                  | Birouri                                                                                              | oraș Seini                                              | Str. Cuza Vodă 12 | 1875                                                                        | Încarcă foto \| video | Raportează eroare |
| MM-II-m-B-04649                                     | Sinagogă                                                                                             | oraș Seini                                              | Str. Cuza Vodă 25 | 1904                                                                        | Încarcă foto \| video | Raportează eroare |
| MM-II-m-B-04650                                     | Casă cu sculpturi                                                                                    | oraș Seini                                              | Str. Cuza Vodă 73 | sec. XIX                                                                    | Încarcă foto \| video | Raportează eroare |
| MM-II-m-B-04651                                     | Casa Pop                                                                                             | oraș Seini                                              | Str. Cuza Vodă 74 | înc. sec. XX                                                                | Încarcă foto \| video | Raportează eroare |
| MM-II-m-B-04652                                     | Casă cu sculpturi                                                                                    | oraș Seini                                              | Str. Cuza Vodă 75 | sec. XIX                                                                    | Încarcă foto \| video | Raportează eroare |
| MM-II-m-B-04653                                     | Casa Kepes                                                                                           | oraș Seini                                              | Str. Eminescu Mihai 12A-12 B | sf. sec. XIX                                                                | Încarcă foto \| video | Raportează eroare |
| MM-II-m-B-04654                                     | Casa Kavassy                                                                                         | oraș Seini                                              | Str. Eminescu Mihai 34 | sec. XIX                                                                    | Încarcă foto \| video | Raportează eroare |
| MM-II-m-B-04656                                     | Locuința pedagogului școlii                                                                          | oraș Seini                                              | Str. Eminescu Mihai 35 | 1912                                                                        | Încarcă foto \| video | Raportează eroare |
| MM-II-m-B-04655                                     | Școală, azi grădiniță                                                                                | oraș Seini                                              | Str. Eminescu Mihai 37 | 1912                                                                        | Încarcă foto \| video | Raportează eroare |
| MM-II-m-B-04657                                     | Casa Keller-Kepes, azi S.C. Gitamic (ateliere confecții)                                             | oraș Seini                                              | Str. Eminescu Mihai 47 | sec. XIX                                                                    | Încarcă foto \| video | Raportează eroare |
| MM-II-m-B-04658 (RAN: 108972.08)                    | Biserica calvină                                                                                     | oraș Seini                                              | Str. Libertății 3 | 1796                                                                        | Încarcă foto \| video | Raportează eroare |
| MM-II-a-B-04659                                     | Moară                                                                                                | oraș Seini                                              | Str. Morii 6 | 1875                                                                        | Încarcă foto \| video | Raportează eroare |
| MM-II-m-B-04659.01                                  | Oloiniță                                                                                             | oraș Seini                                              | Str. Morii 6 | 1875                                                                        | Încarcă foto \| video | Raportează eroare |
| MM-II-m-A-04661 (RAN: 108972)                       | Biserica romano-catolică „Neprihănita Zămislire”                                                     | oraș Seini                                              | Piața Unirii 3 | 1421, cu transf. ulterioare                                                 | Încarcă foto \| video | Raportează eroare |
| MM-II-m-B-04662                                     | Casa Bajnoczky                                                                                       | oraș Seini                                              | Piața Unirii 4 | 1885                                                                        | Încarcă foto \| video | Raportează eroare |
| MM-II-m-B-04660 (RAN: 108972.07)                    | Școala confesională romano-catolică, actualmente Scoala nr. 2                                        | oraș Seini                                              | Piața Unirii 7 | sf. sec. XVIII                                                              | Încarcă foto \| video | Raportează eroare |
| MM-II-m-B-04663                                     | Hotel                                                                                                | oraș Seini                                              | Piața Unirii 13 | înc. sec. XX                                                                | Încarcă foto \| video | Raportează eroare |
| MM-II-m-B-04664                                     | Casa Crăciun, azi Primăria orașului Seini                                                            | oraș Seini                                              | Piața Unirii 16 | înc. sec. XX                                                                | Încarcă foto \| video | Raportează eroare |
| MM-II-a-A-04666                                     | Centrul istoric al orașului Sighetu Marmației                                                        | municipiul Sighetu Marmației                            | Zona străzilor : 22 Decembrie, Bogdan Vodă, Dragoș Vodă, Libertății, Avram Iancu, Vasile Alecsandri, Mihai Eminescu, Mihaly Ioan de Apșa. 47.92843°N 23.8866°E              | sec. XVIII - XX                                                             |                       | Raportează eroare |
| MM-II-a-B-04667                                     | Ansamblul urban „Cămara Sării”                                                                       | municipiul Sighetu Marmației                            | „Zona gării” | sec. XV - XIX                                                               | Încarcă foto \| video | Raportează eroare |
| MM-II-a-B-04668                                     | Ansamblu de arhitectură și tehnică populară                                                          | municipiul Sighetu Marmației                            | „Dealul Doboieș” 47.91975°N 23.93025°E | sec. XVII - XIX                                                             |                       | Raportează eroare |
| MM-II-a-A-20246                                     | Ansamblul urban „Piața Libertății”                                                                   | municipiul Sighetu Marmației                            | Piața Libertății 1-36 | sec. XVIII - XIX                                                            | Încarcă foto \| video | Raportează eroare |
| MM-II-m-B-04669 (RAN: 106568.07)                    | Vechea „Direcție a pădurilor”, azi liceul Leowey Klara                                               | municipiul Sighetu Marmației                            | Str. 22 Decembrie 1989 2 | sec. XVIII                                                                  | Încarcă foto \| video | Raportează eroare |
| MM-II-m-B-04670 (RAN: 106568.06)                    | Liceul Pedagogic                                                                                     | municipiul Sighetu Marmației                            | Str. 22 Decembrie 1989 5 | 1802                                                                        | Încarcă foto \| video | Raportează eroare |
| MM-II-m-B-04671                                     | Primăria, azi Casa Armatei                                                                           | municipiul Sighetu Marmației                            | Str. Alecsandri Vasile 2 | sec. XIX                                                                    | Încarcă foto \| video | Raportează eroare |
| MM-II-m-B-04672                                     | Casă, azi sediul comunității evreiești                                                               | municipiul Sighetu Marmației                            | Str. Basarabia 8 | sec. XIX                                                                    | Încarcă foto \| video | Raportează eroare |
| MM-II-m-B-04673                                     | Sinagoga din Sighet                                                                                  | municipiul Sighetu Marmației                            | Str. Basarabia 10 47.92969°N 23.89123°E | 1902                                                                        |                       | Raportează eroare |
| MM-II-m-B-04676                                     | Casă                                                                                                 | municipiul Sighetu Marmației                            | Str. Bogdan Vodă 1 | sec. XIX                                                                    | Încarcă foto \| video | Raportează eroare |
| MM-II-m-B-04677                                     | Poșta                                                                                                | municipiul Sighetu Marmației                            | Str. Bogdan Vodă 2 | sec. XIX                                                                    |                       | Raportează eroare |
| MM-II-m-B-04678                                     | Casă, azi Poștă                                                                                      | municipiul Sighetu Marmației                            | Str. Bogdan Vodă 3 | sec. XIX                                                                    | Încarcă foto \| video | Raportează eroare |
| MM-II-m-B-04679                                     | Casă cu spații comerciale la parter                                                                  | municipiul Sighetu Marmației                            | Str. Bogdan Vodă 4 | sec. XIX                                                                    | Încarcă foto \| video | Raportează eroare |
| MM-II-m-B-04680                                     | Casă cu spații comerciale la parter                                                                  | municipiul Sighetu Marmației                            | Str. Bogdan Vodă 5 | sec. XIX                                                                    | Încarcă foto \| video | Raportează eroare |
| MM-II-m-A-04681 (RAN: 106568.08)                    | Biserica ucraineană „Înălțarea Sfintei Cruci”                                                        | municipiul Sighetu Marmației                            | Str. Bogdan Vodă 5A 47.92839°N 23.89194°E | 1791-1807                                                                   | Alte imagini          | Raportează eroare |
| MM-II-m-B-04682                                     | Casă cu spații comerciale la parter                                                                  | municipiul Sighetu Marmației                            | Str. Bogdan Vodă 6 | sec. XIX                                                                    |                       | Raportează eroare |
| MM-II-m-B-04683                                     | Casa Clericală Ucraineană                                                                            | municipiul Sighetu Marmației                            | Str. Bogdan Vodă 7 | sec. XIX                                                                    | Încarcă foto \| video | Raportează eroare |
| MM-II-m-B-04684                                     | Casa Keszter                                                                                         | municipiul Sighetu Marmației                            | Str. Bogdan Vodă 8 | sec. XIX                                                                    | Alte imagini          | Raportează eroare |
| MM-II-m-B-04685                                     | Casă                                                                                                 | municipiul Sighetu Marmației                            | Str. Bogdan Vodă 9 | sec. XIX                                                                    | Încarcă foto \| video | Raportează eroare |
| MM-II-m-B-04686                                     | Casa cu cariatide, la parter Librăria „Luceafărul”                                                   | municipiul Sighetu Marmației                            | Str. Bogdan Vodă 10 | 1890                                                                        | Alte imagini          | Raportează eroare |
| MM-II-m-B-04687                                     | Casă                                                                                                 | municipiul Sighetu Marmației                            | Str. Bogdan Vodă 11 | sec. XX                                                                     | Încarcă foto \| video | Raportează eroare |
| MM-II-m-B-04688                                     | Vicariatul ortodox ucrainean                                                                         | municipiul Sighetu Marmației                            | Str. Bogdan Vodă 12 | sec. XIX                                                                    | Alte imagini          | Raportează eroare |
| MM-II-m-A-04689                                     | Tribunalul vechi, azi Primăria și Judecătoria municipiului Sighetu Marmației                         | municipiul Sighetu Marmației                            | Str. Bogdan Vodă 14 Coposu Corneliu 2,4 | 1893-1895                                                                   | Alte imagini          | Raportează eroare |
| MM-II-m-B-04690                                     | Casă                                                                                                 | municipiul Sighetu Marmației                            | Str. Bogdan Vodă 18 | 1868                                                                        | Încarcă foto \| video | Raportează eroare |
| MM-II-m-A-04691                                     | „Banca Albina”, azi spațiu comercial                                                                 | municipiul Sighetu Marmației                            | Str. Bogdan Vodă 20 | 1886                                                                        | Încarcă foto \| video | Raportează eroare |
| MM-II-m-B-04692                                     | Casă cu boltă la poartă                                                                              | municipiul Sighetu Marmației                            | Str. Bogdan Vodă 24 | sec. XIX                                                                    | Alte imagini          | Raportează eroare |
| MM-II-m-B-04693 (RAN: 106568.09)                    | Spațiu comercial                                                                                     | municipiul Sighetu Marmației                            | Str. Bogdan Vodă 26 | sec. XVII                                                                   |                       | Raportează eroare |
| MM-II-m-B-04694                                     | Casă cu spații comerciale la parter                                                                  | municipiul Sighetu Marmației                            | Str. Bogdan Vodă 28 | 1872                                                                        |                       | Raportează eroare |
| MM-II-m-A-04695                                     | Casă                                                                                                 | municipiul Sighetu Marmației                            | Str. Bogdan Vodă 30 | sec. XIX                                                                    | Încarcă foto \| video | Raportează eroare |
| MM-II-m-B-04696                                     | Casă                                                                                                 | municipiul Sighetu Marmației                            | Str. Bogdan Vodă 32 | 1870                                                                        | Încarcă foto \| video | Raportează eroare |
| MM-II-m-B-04674                                     | Casă cu magazine la parter                                                                           | municipiul Sighetu Marmației                            | Str. Coposu Corneliu 1 | sec. XIX                                                                    | Încarcă foto \| video | Raportează eroare |
| MM-II-m-A-04675                                     | Închisoare, azi Muzeul victimelor comunismului și rezistenței anticomuniste Sighet                   | municipiul Sighetu Marmației                            | Str. Coposu Corneliu 4 47.92701°N 23.89105°E | 1897                                                                        | Alte imagini          | Raportează eroare |
| MM-II-m-B-04697                                     | Curtea Kahan                                                                                         | municipiul Sighetu Marmației                            | Str. Doja Gheorghe 67 | înc. sec. XX                                                                | Încarcă foto \| video | Raportează eroare |
| MM-II-a-A-04698                                     | Ansamblul bisericii „Adormirea Maicii Domnului”                                                      | municipiul Sighetu Marmației                            | Str. Dragoș Vodă 1-3 |                                                                             | Încarcă foto \| video | Raportează eroare |
| MM-II-m-A-04698.02                                  | Casa parohială                                                                                       | municipiul Sighetu Marmației                            | Str. Dragoș Vodă 1 | 1892                                                                        | Încarcă foto \| video | Raportează eroare |
| MM-II-m-A-04698.01                                  | Biserica „Adormirea Maicii Domnului”                                                                 | municipiul Sighetu Marmației                            | Str. Dragoș Vodă 3 47.92923°N 23.89342°E | 1892                                                                        |                       | Raportează eroare |
| MM-II-m-B-04699                                     | Fabrica de lapte, azi spațiu comercial și de producție                                               | municipiul Sighetu Marmației                            | Str. Dragoș Vodă 22 | 1913                                                                        | Încarcă foto \| video | Raportează eroare |
| MM-II-m-B-04700                                     | Cazarma militară                                                                                     | municipiul Sighetu Marmației                            | Str. Dragoș Vodă 38 | 1825                                                                        | Încarcă foto \| video | Raportează eroare |
| MM-II-m-B-04701                                     | Casă Groedel                                                                                         | municipiul Sighetu Marmației                            | Str. Dragoș Vodă 41 | 1887                                                                        | Încarcă foto \| video | Raportează eroare |
| MM-II-m-B-04702                                     | Casa Florian Mihaly de Apșa, azi protopopiatul greco-catolic                                         | municipiul Sighetu Marmației                            | Str. Eminescu Mihai 1 | sec. XIX                                                                    | Alte imagini          | Raportează eroare |
| MM-II-m-B-04703                                     | Casa Darvay                                                                                          | municipiul Sighetu Marmației                            | Str. Mihai Eminescu 12 | 1932                                                                        |                       | Raportează eroare |
| MM-II-m-B-04704                                     | Gara CFR                                                                                             | municipiul Sighetu Marmației                            | Str. Gării 2 47.9356°N 23.88549°E | 1893-1897                                                                   |                       | Raportează eroare |
| MM-II-m-B-04705                                     | Fosta Școlă Normală, azi secție a Facultății Babeș-Bolyai Cluj                                       | municipiul Sighetu Marmației                            | Str. Avram Iancu 6 | sec. XIX                                                                    | Alte imagini          | Raportează eroare |
| MM-II-m-B-04706                                     | Vechea „Fabrică de perii Părplast”, cu spații comerciale și birouri la parter                        | municipiul Sighetu Marmației                            | Str. Iancu Avram 20 | înc. sec. XX                                                                | Încarcă foto \| video | Raportează eroare |
| MM-II-a-B-04707                                     | Pavilioanele vechi ale Spitalului municipal                                                          | municipiul Sighetu Marmației                            | Str. Avram Iancu 22 | sec. XIX                                                                    | Încarcă foto \| video | Raportează eroare |
| MM-II-m-B-04708                                     | Vila Szöllössyi, azi laboratorul spitalului municipal                                                | municipiul Sighetu Marmației                            | Str. Avram Iancu 22 | sec. XIX                                                                    | Încarcă foto \| video | Raportează eroare |
| MM-II-a-B-04709                                     | Ansamblul urban „Str. Alexandru Ivasiuc”                                                             | municipiul Sighetu Marmației                            | Str. Alexandru Ivasiuc 1-50 | sec. XIX                                                                    | Încarcă foto \| video | Raportează eroare |
| MM-II-a-B-04710                                     | Ansamblul urban „Str. Mihail Kogălniceanu”                                                           | municipiul Sighetu Marmației                            | Str. Mihail Kogălniceanu 2-24 | sec. XIX                                                                    | Încarcă foto \| video | Raportează eroare |
| MM-II-m-A-04711                                     | Hotel-restaurant, azi Muzeul Maramureșan și cinematograf                                             | municipiul Sighetu Marmației                            | Piața Libertății 1 47.92814°N 23.88986°E | sec. XIX                                                                    | Alte imagini          | Raportează eroare |
| MM-II-m-B-04712                                     | Cabinete Stomatologice                                                                               | municipiul Sighetu Marmației                            | Piața Libertății 2 | sec. XIX                                                                    |                       | Raportează eroare |
| MM-II-m-A-04713                                     | Casă                                                                                                 | municipiul Sighetu Marmației                            | Piața Libertății 3 | sec. XIX                                                                    |                       | Raportează eroare |
| MM-II-m-B-04714                                     | Casă                                                                                                 | municipiul Sighetu Marmației                            | Piața Libertății 4 | sec. XIX                                                                    | Încarcă foto \| video | Raportează eroare |
| MM-II-m-B-04715                                     | Casă                                                                                                 | municipiul Sighetu Marmației                            | Piața Libertății 5 | sec. XIX                                                                    | Încarcă foto \| video | Raportează eroare |
| MM-II-m-B-04716                                     | Casă                                                                                                 | municipiul Sighetu Marmației                            | Piața Libertății 6 | sec. XIX                                                                    |                       | Raportează eroare |
| MM-II-m-B-04717                                     | Farmacia Nagy                                                                                        | municipiul Sighetu Marmației                            | Piața Libertății 7 | sec. XIX                                                                    |                       | Raportează eroare |
| MM-II-m-A-04718                                     | Hotel „Coroana”, azi hotelul „Tisa”                                                                  | municipiul Sighetu Marmației                            | Piața Libertății 8 47.92796°N 23.88794°E | sec. XIX                                                                    | Alte imagini          | Raportează eroare |
| MM-II-m-B-04719                                     | Casa Brenner                                                                                         | municipiul Sighetu Marmației                            | Piața Libertății 9 | 1832                                                                        |                       | Raportează eroare |
| MM-II-m-B-04720                                     | Casa Kiszelnik                                                                                       | municipiul Sighetu Marmației                            | Piața Libertății 10 | sec. XIX                                                                    |                       | Raportează eroare |
| MM-II-m-B-04721                                     | Casa Kahan                                                                                           | municipiul Sighetu Marmației                            | Piața Libertății 11 | sec. XIX                                                                    |                       | Raportează eroare |
| MM-II-m-B-04722                                     | Casa Kahan                                                                                           | municipiul Sighetu Marmației                            | Piața Libertății 12 | sec. XIX                                                                    | Încarcă foto \| video | Raportează eroare |
| MM-II-m-B-04723                                     | Casă                                                                                                 | municipiul Sighetu Marmației                            | Piața Libertății 13 | sec. XIX                                                                    | Alte imagini          | Raportează eroare |
| MM-II-a-A-04724 (RAN: 106568.05)                    | Mănăstirea Piariștilor                                                                               | municipiul Sighetu Marmației                            | Piața Libertății 15 47.92888°N 23.88679°E | 1730-1806                                                                   | Alte imagini          | Raportează eroare |
| MM-II-m-A-04724.01                                  | Biserica „Sf. Carol de Borromeo”                                                                     | municipiul Sighetu Marmației                            | Piața Libertății 17 | 1730-1806                                                                   |                       | Raportează eroare |
| MM-II-m-B-04724.02                                  | Casă parohială                                                                                       | municipiul Sighetu Marmației                            | Piața Libertății 19 | 1730-1806                                                                   | Încarcă foto \| video | Raportează eroare |
| MM-II-m-A-04725                                     | „Banca Maramureșeană”, azi Consim SA și spații comerciale                                            | municipiul Sighetu Marmației                            | Piața Libertății 20 | sec. XIX                                                                    | Încarcă foto \| video | Raportează eroare |
| MM-II-m-B-04726                                     | „Banca economică”, azi locuințe și sediu IMM                                                         | municipiul Sighetu Marmației                            | Piața Libertății 21 | sec. XIX                                                                    | Încarcă foto \| video | Raportează eroare |
| MM-II-m-B-04727                                     | Liceul ucrainean și Liceul sportiv                                                                   | municipiul Sighetu Marmației                            | Piața Libertății 22 | 1901                                                                        |                       | Raportează eroare |
| MM-II-m-B-04728                                     | Farmacia Buzath                                                                                      | municipiul Sighetu Marmației                            | Piața Libertății 23 | 1875                                                                        | Încarcă foto \| video | Raportează eroare |
| MM-II-m-B-04729                                     | Primăria veche, azi societate comercială și sediu partide politice                                   | municipiul Sighetu Marmației                            | Piața Libertății 24 | sec. XIX                                                                    | Încarcă foto \| video | Raportează eroare |
| MM-II-m-B-04730                                     | Sediul Asociației pentru Cultura poporului român din Maramureș cu Preparandia, azi sediu Acaterm     | municipiul Sighetu Marmației                            | Piața Libertății 25 | 1873-1875                                                                   | Încarcă foto \| video | Raportează eroare |
| MM-II-a-B-04731                                     | Ansamblul urban „Str. Iuliu Maniu”                                                                   | municipiul Sighetu Marmației                            | Str. Maniu Iuliu 1-67 | sec. XIX                                                                    |                       | Raportează eroare |
| MM-II-m-A-04732                                     | Palatul Cultural                                                                                     | municipiul Sighetu Marmației                            | Str. Maniu Iuliu 31 47.93159°N 23.88323°E | 1913                                                                        |                       | Raportează eroare |
| MM-II-m-A-04733                                     | Banca Națională, azi sediu BCR                                                                       | municipiul Sighetu Marmației                            | Str. Maniu Iuliu 32 | sf. sec. XIX                                                                | Alte imagini          | Raportează eroare |
| MM-II-m-B-04734                                     | Sediul Lojei francmasonice, azi școală generală                                                      | municipiul Sighetu Marmației                            | Str. Maniu Iuliu 67 | 1890-1910                                                                   | Încarcă foto \| video | Raportează eroare |
| MM-II-m-A-04735                                     | Liceul „Dragoș Vodă”                                                                                 | municipiul Sighetu Marmației                            | Str. Mihai Viteazul 14 47.9308°N 23.887°E | 1913 Sándor Baumgarten (arhitect)                                           |                       | Raportează eroare |
| MM-II-m-B-04736                                     | Casă cu spații comericale la parter                                                                  | municipiul Sighetu Marmației                            | Str. Mihaly Ioan de Apșa 1 | sec. XIX                                                                    |                       | Raportează eroare |
| MM-II-m-B-04737 (RAN: 106568.03)                    | Fosta Prefectură a comitatului Maramureș, azi restaurant „Curtea Veche” și locuințe                  | municipiul Sighetu Marmației                            | Str. Mihaly Ioan de Apșa 2 47.92854°N 23.88477°E | 1692                                                                        | Alte imagini          | Raportează eroare |
| MM-II-m-B-04738                                     | Casă cu spații comerciale la parter                                                                  | municipiul Sighetu Marmației                            | Str. Mihaly Ioan de Apșa 3 | sec. XIX                                                                    | Încarcă foto \| video | Raportează eroare |
| MM-II-m-A-04743 (RAN: 106568.02)                    | Biserica reformată                                                                                   | municipiul Sighetu Marmației                            | Str. Mihaly Ioan de Apșa 4 47.92851°N 23.88393°E | sec. XIV - XV                                                               | Alte imagini          | Raportează eroare |
| MM-II-m-A-04739                                     | Casă                                                                                                 | municipiul Sighetu Marmației                            | Str. Mihaly Ioan de Apșa 5 | sec. XIX                                                                    | Încarcă foto \| video | Raportează eroare |
| MM-II-m-B-04740                                     | Casă                                                                                                 | municipiul Sighetu Marmației                            | Str. Mihaly Ioan de Apșa 9 | sec. XIX                                                                    |                       | Raportează eroare |
| MM-II-m-B-04741                                     | Casa Iurca                                                                                           | municipiul Sighetu Marmației                            | Str. Mihaly Ioan de Apșa 11 | 1862                                                                        |                       | Raportează eroare |
| MM-II-m-B-04742                                     | Casă                                                                                                 | municipiul Sighetu Marmației                            | Str. Mihaly Ioan de Apșa 13 | sec. XIX                                                                    |                       | Raportează eroare |
| MM-II-m-B-04744                                     | Casa Junger                                                                                          | municipiul Sighetu Marmației                            | Str. Mihaly Ioan de Apșa 19 | sec. XIX                                                                    |                       | Raportează eroare |
| MM-II-m-B-04745                                     | Casă                                                                                                 | municipiul Sighetu Marmației                            | Str. Mihaly Ioan de Apșa 21 | sec. XIX                                                                    |                       | Raportează eroare |
| MM-II-m-B-04746                                     | Poșta Veche, azi casă                                                                                | municipiul Sighetu Marmației                            | Str. Mihaly Ioan de Apșa 39 | sec. XX                                                                     | Încarcă foto \| video | Raportează eroare |
| MM-II-m-B-04747                                     | Casă                                                                                                 | municipiul Sighetu Marmației                            | Str. Mihaly Ioan de Apșa 41 | sf. sec. XIX                                                                | Încarcă foto \| video | Raportează eroare |
| MM-II-m-B-04748                                     | Casa Cornelia Prielle                                                                                | municipiul Sighetu Marmației                            | Str. Mihaly Ioan de Apșa 43 | sec. XX                                                                     | Încarcă foto \| video | Raportează eroare |
| MM-II-s-B-04665                                     | Cimitir evreiesc                                                                                     | municipiul Sighetu Marmației                            | Str. Sylaghi Istvan 37 | sec. XVIII                                                                  | Încarcă foto \| video | Raportează eroare |
| MM-II-m-B-04749                                     | Școala generală nr. 2                                                                                | municipiul Sighetu Marmației                            | Str. Șincai Gheorghe 1 | 1902                                                                        | Încarcă foto \| video | Raportează eroare |
| MM-II-m-B-04750                                     | Grădinițadecopii                                                                                     | municipiul Sighetu Marmației                            | Str. Șincai Gheorghe 2 | 1845                                                                        | Încarcă foto \| video | Raportează eroare |
| MM-II-m-B-04751                                     | Curia familiei Dunca                                                                                 | sat Slătioara; comuna Strâmtura                         | 128 | sec. XIX                                                                    | Încarcă foto \| video | Raportează eroare |
| MM-II-m-A-04752 (RAN: 109318.01)                    | Biserica de lemn reformată                                                                           | sat Someș-Uileac; oraș Ulmeni                           | 287 47.45822°N 23.22559°E | 1699                                                                        |                       | Raportează eroare |
| MM-II-m-B-04753 (RAN: 108320.01)                    | Biserica de lemn „Cuvioasa Paraschiva”                                                               | sat Stejera; comuna Mireșu Mare                         | 15 | 1800                                                                        | Alte imagini          | Raportează eroare |
| MM-II-m-A-04754                                     | Biserica de lemn „Sf. Arhangheli Mihail și Gavril”                                                   | sat aparținător Stoiceni; oraș Târgu Lăpuș              | 126 | 1860                                                                        | Alte imagini          | Raportează eroare |
| MM-II-m-A-04755 (RAN: 109014.01)                    | Biserica de lemn „Sf. Arhangheli Mihail și Gavril”                                                   | sat Strâmtura; comuna Strâmtura                         | 113 | 1661                                                                        | Alte imagini          | Raportează eroare |
| MM-II-m-A-04756 (RAN: 108687.01)                    | Biserica de lemn „Adormirea Maicii Domnului”                                                         | sat Șieu; comuna Rozavlea                               | 103 | 1760                                                                        | Alte imagini          | Raportează eroare |
| MM-II-a-A-04757                                     | Ansamblul bisericii „Adormirea Maicii Domnului” Șișești                                              | sat Șișești; comuna Șișești                             | 250 47.62983°N 23.70199°E | 1675-1890                                                                   | Alte imagini          | Raportează eroare |
| MM-II-m-A-04757.01                                  | Biserica Unirii Tuturor Românilor „Adormirea Maicii Domnului”                                        | sat Șișești; comuna Șișești                             | 250 | 1890                                                                        | Alte imagini          | Raportează eroare |
| MM-II-m-A-04757.02                                  | Absida bisericii de lemn                                                                             | sat Șișești; comuna Șișești                             | 250 | 1675                                                                        | Alte imagini          | Raportează eroare |
| MM-II-m-B-04757.03                                  | Pavilionul Unirii Tuturor Românilor                                                                  | sat Șișești; comuna Șișești                             | 250 | sec. XIX                                                                    | Alte imagini          | Raportează eroare |
| MM-II-m-B-04757.04                                  | Foișorul „Izvorul Românilor”                                                                         | sat Șișești; comuna Șișești                             | 250 | sf. sec. XIX                                                                | Încarcă foto \| video | Raportează eroare |
| MM-II-m-B-04759                                     | Curia familiei Nyilvan, azi societate comercială                                                     | oraș Șomcuta Mare                                       | Str. Bălcescu Nicolae 23 47.50661°N 23.46404°E | sf. sec. XIX                                                                | Încarcă foto \| video | Raportează eroare |
| MM-II-m-B-04760                                     | „Banca Chioreană”, azi societate comercială                                                          | oraș Șomcuta Mare                                       | Str. Bălcescu Nicolae 39 | sf. sec. XIX                                                                | Încarcă foto \| video | Raportează eroare |
| MM-II-m-B-04761                                     | Biserica „Sf. Apostoli”                                                                              | oraș Șomcuta Mare                                       | Str. Bălcescu Nicolae 41 | 1892                                                                        | Încarcă foto \| video | Raportează eroare |
| MM-II-a-B-04762                                     | Curia Teleki                                                                                         | oraș Șomcuta Mare                                       | Str. Horea 4 47.49849°N 23.46889°E | mijl. sec. XIX                                                              | Încarcă foto \| video | Raportează eroare |
| MM-II-m-B-04762.01                                  | Casa curiei                                                                                          | oraș Șomcuta Mare                                       | Str. Horea 4 | prima jum. sec. XIX                                                         | Încarcă foto \| video | Raportează eroare |
| MM-II-m-B-04762.02                                  | Anexe                                                                                                | oraș Șomcuta Mare                                       | Str. Horea 4 | mijl. sec. XIX                                                              | Încarcă foto \| video | Raportează eroare |
| MM-II-s-B-04762.03                                  | Parc                                                                                                 | oraș Șomcuta Mare                                       | Str. Horea 5 | mijl. sec. XIX                                                              | Încarcă foto \| video | Raportează eroare |
| MM-II-m-B-04763                                     | Biserica romano-catolică „Sf. Vasile”                                                                | oraș Șomcuta Mare                                       | Str. Republicii 1 | 1895                                                                        | Încarcă foto \| video | Raportează eroare |
| MM-II-m-B-04764                                     | Sediul Districtului Chioar, azi Unitate militară de jandarmi                                         | oraș Șomcuta Mare                                       | Str. Republicii 26 | 1861                                                                        | Încarcă foto \| video | Raportează eroare |
| MM-II-m-B-04765                                     | Cazino, azi B.C.R. - filiala Șomcuta Mare                                                            | oraș Șomcuta Mare                                       | Str. Someș 1 | sf. sec. XIX                                                                | Încarcă foto \| video | Raportează eroare |
| MM-II-m-B-04766                                     | Tribunalul de plasă, azi Judecătoria și Parchetul Șomcuta Mare                                       | oraș Șomcuta Mare                                       | Str. Someș 19 | sf. sec. XIX                                                                | Încarcă foto \| video | Raportează eroare |
| MM-II-m-B-04767                                     | Curia familiei Tibil                                                                                 | oraș Șomcuta Mare                                       | Str. Spitalului 7 47.50003°N 23.46737°E | sf. sec. XIX                                                                | Încarcă foto \| video | Raportează eroare |
| MM-II-m-B-04768 (RAN: 109167.01)                    | Biserica de lemn „Sf. Arhangheli Mihail și Gavril”                                                   | sat Șurdești; comuna Șișești                            | 115, „Pe Corni” | sec. XVIII                                                                  | Alte imagini          | Raportează eroare |
| MM-II-a-A-04769                                     | Ansamblul bisericii „Sf. Arhangheli”                                                                 | sat Șurdești; comuna Șișești                            | 145 47.597°N 23.7644°E | Ion Macarie (meșteri)                                                       | Alte imagini          | Raportează eroare |
| MM-II-m-A-04769.01                                  | Biserica de lemn „Sf. Arhangheli Mihail și Gavril”                                                   | sat Șurdești; comuna Șișești                            | 145 47.597°N 23.76443°E | 1766 Ion Macarie (meșteri)                                                  |                       | Raportează eroare |
| MM-II-m-A-04770 (RAN: 106719.02)                    | Biserica romano catolică „Tăierea Capului Sf. Ioan”                                                  | sat aparținător Tăuții de Sus; oraș Baia Sprie          | Str. Forestierului 4 | sec. XIV                                                                    | Alte imagini          | Raportează eroare |
| MM-II-m-A-04771 (RAN: 106719.01)                    | Biserica de piatră „Sf. Apostoli Petru și Pavel”                                                     | sat aparținător Tăuții de Sus; oraș Baia Sprie          | Str. Forestierului 16 47.65787°N 23.63944°E | 1773                                                                        | Alte imagini          | Raportează eroare |
| MM-II-m-B-04773                                     | Biserica romano-catolică „Sf. Lorinc”                                                                | oraș Tăuții Măgherăuș                                   | Str. 1, 202 | 1875                                                                        | Încarcă foto \| video | Raportează eroare |
| MM-II-m-A-04774 (RAN: 106470.01)                    | Biserica reformată                                                                                   | oraș Tăuții Măgherăuș                                   | Str. 1, 210 | sec. XIV - XV                                                               | Încarcă foto \| video | Raportează eroare |
| MM-II-m-B-04779                                     | Noua casă parohială reformată                                                                        | oraș Tăuții Măgherăuș                                   | Str. 1, 221 | 1930-1940                                                                   | Încarcă foto \| video | Raportează eroare |
| MM-II-m-B-04778 (RAN: 106470.02)                    | Vechea casă parohială a bisericii reformate                                                          | oraș Tăuții Măgherăuș                                   | Str. 1, 223 | sec. XVIII                                                                  | Încarcă foto \| video | Raportează eroare |
| MM-II-m-B-04775                                     | Casa Maniu, farmacie și locuință                                                                     | oraș Tăuții Măgherăuș                                   | Str. 1, 258 | 1920-1930                                                                   | Încarcă foto \| video | Raportează eroare |
| MM-II-m-B-04776 (RAN: 106470.03)                    | Biserica „Sf. Arhangheli Mihail și Gavril”                                                           | oraș Tăuții Măgherăuș                                   | Str. 1, 279 | 1815                                                                        | Încarcă foto \| video | Raportează eroare |
| MM-II-m-B-04777                                     | Școala Românească                                                                                    | oraș Tăuții Măgherăuș                                   | Str. 59, 1 | 1885-1890                                                                   | Încarcă foto \| video | Raportează eroare |
| MM-II-m-B-04772 (RAN: 106470.04)                    | Biserica ortodoxă „Sf. Apostoli Petru și Pavel”                                                      | oraș Tăuții Măgherăuș                                   | Str. 1, 134 | 1560-1830                                                                   | Încarcă foto \| video | Raportează eroare |
| MM-II-m-B-04780 (RAN: 106826.03)                    | Biserica reformată                                                                                   | oraș Târgu Lăpuș                                        | Piața Eroilor 12 | sec XVIII                                                                   |                       | Raportează eroare |
| MM-II-m-B-04781                                     | Școala Veche                                                                                         | oraș Târgu Lăpuș                                        | Piața Eroilor 17 | 1858                                                                        | Încarcă foto \| video | Raportează eroare |
| MM-II-m-B-04783                                     | Biserica romano-catolică                                                                             | oraș Târgu Lăpuș                                        | Piața Eroilor 19 | 1831                                                                        |                       | Raportează eroare |
| MM-II-m-B-04782                                     | Primăria Veche, azi Poliția Tg. Lăpuș                                                                | oraș Târgu Lăpuș                                        | Piața Eroilor 25 | sec. XIX                                                                    |                       | Raportează eroare |
| MM-II-m-B-04784                                     | Conacul Szaploncsay Zoltan, azi școală                                                               | sat Tisa; comuna Bocicoiu Mare                          | 350 47.94848°N 23.95521°E | 1848-1849                                                                   | Încarcă foto \| video | Raportează eroare |
| MM-II-m-B-04786                                     | Biserica „Sf. Arhangheli”                                                                            | sat Trestia; comuna Cernești                            | 163 | 1868                                                                        | Alte imagini          | Raportează eroare |
| MM-II-m-B-20247                                     | Curie                                                                                                | oraș Ulmeni                                             | 23 47.44572°N 23.30552°E | sec. XIX                                                                    | Încarcă foto \| video | Raportează eroare |
| MM-II-m-A-04787 (RAN: 109274.01)                    | Biserica de lemn „Sf. Arhangheli”                                                                    | oraș Ulmeni                                             | Str. Dulfu Petre 36 47.46512°N 23.30504°E | 1720                                                                        | Alte imagini          | Raportează eroare |
| MM-II-m-A-04788 (RAN: 107966.01)                    | Biserica de lemn „Sf. Arhangheli”                                                                    | sat Ungureni; comuna Cupșeni                            | 417A, „În Dâmb” | sec. XVIII                                                                  | Alte imagini          | Raportează eroare |
| MM-II-m-A-04789 (RAN: 106657.01)                    | Casa de lemn Kazar                                                                                   | sat Vadu Izei; comuna Vadu Izei                         | 599 | sec. XVIII                                                                  | Încarcă foto \| video | Raportează eroare |
| MM-II-m-A-04790 (RAN: 109363.02)                    | Biserica de lemn „Sf. Nicolae”                                                                       | sat Valea Chioarului; comuna Valea Chioarului           | 38 47.42992°N 23.48437°E | sec. XVIII                                                                  | Alte imagini          | Raportează eroare |
| MM-II-m-A-04791                                     | Biserica de lemn „Cuvioasa Paraschiva”                                                               | sat Valea Stejarului; comuna Vadu Izei                  | 37 | 1806                                                                        | Alte imagini          | Raportează eroare |
| MM-II-m-B-04792 (RAN: 107911.01)                    | Biserica „Nașterea Sf. Maria”                                                                        | sat Vălenii Lăpușului; comuna Coroieni                  | 72 | 1813                                                                        | Alte imagini          | Raportează eroare |
| MM-II-m-A-04793 (RAN: 109256.03)                    | Biserica de lemn „Sf. Arhangheli”                                                                    | sat Vălenii Șomcutei; oraș Șomcuta Mare                 | 202 | sec. XVII                                                                   | Alte imagini          | Raportează eroare |
| MM-II-m-B-04794                                     | Biserica de lemn „Sf. Arhangheli”                                                                    | sat Vărai; comuna Valea Chioarului                      | 26 47.37411°N 23.43611°E | 1846                                                                        | Alte imagini          | Raportează eroare |
| MM-II-m-A-04795 (RAN: 109434.01)                    | Biserica de lemn „Sf. Arhangheli”                                                                    | sat Vima Mică; comuna Vima Mică                         | 65 | sec. XVII                                                                   | Alte imagini          | Raportează eroare |
| MM-II-m-B-04797                                     | Casa Pop Simion, azi Primăria orașului Vișeu                                                         | oraș Vișeu de Sus                                       | Str. 22 Decembrie 1989, 19 | înc. sec. XX                                                                |                       | Raportează eroare |
| MM-II-m-B-04798                                     | Fosta Administrație a moșiilor lui Pop Simion, azi Primăria orașului Vișeu                           | oraș Vișeu de Sus                                       | Str. 22 Decembrie 1989, 19 | înc. sec. XX                                                                | Încarcă foto \| video | Raportează eroare |
| MM-II-m-A-04799 (RAN: 106988.01)                    | Biserica romano-catolică „Ioan și Ana”                                                               | oraș Vișeu de Sus                                       | Str. 22 Decembrie 1989, 32 47.70744°N 24.43102°E | 1812                                                                        | Alte imagini          | Raportează eroare |
| MM-II-m-B-04800                                     | Fostul Spital Public „Irina”, azi atelier meșteșugăresc                                              | oraș Vișeu de Sus                                       | Str. Libertății 19 | sf. sec. XIX                                                                | Încarcă foto \| video | Raportează eroare |
| MM-II-a-B-21017                                     | Calea feratã forestierã îngustã „Valea Vaserului”                                                    | oraș Vișeu de Sus                                       | 47.74216°N 24.52778°E | sec. XX                                                                     |                       | Raportează eroare |
| MM-II-m-B-21017.01                                  | Clădirea de călători - Gara Vișeu de Sus                                                             | oraș Vișeu de Sus                                       | La km 3+035 | 1933                                                                        |                       | Raportează eroare |
| MM-II-m-B-21017.02                                  | Atelierul mecanic - Gara Vișeu de Sus                                                                | oraș Vișeu de Sus                                       | La km 3+479 | 1933                                                                        | Încarcă foto \| video | Raportează eroare |
| MM-II-m-B-21017.03                                  | Depoul de locomotive - Gara Vișeu de Sus                                                             | oraș Vișeu de Sus                                       | La km 3+397 | 1933                                                                        |                       | Raportează eroare |
| MM-II-m-B-21017.04                                  | Casa elefant - Gara Vișeu de Sus                                                                     | oraș Vișeu de Sus                                       | La km 3+040 | 1933                                                                        |                       | Raportează eroare |
| MM-II-m-B-21017.05                                  | Depoul vechi - Gara Vișeu de Sus                                                                     | oraș Vișeu de Sus                                       | La km 2+960 | 1933                                                                        |                       | Raportează eroare |
| MM-II-m-B-21017.06                                  | Linia ferata forestieră îngustă - Vișeu de Sus - Comanu                                              | oraș Vișeu de Sus                                       | De la km 3+020 la km 43+500 | sec. XX                                                                     | Încarcă foto \| video | Raportează eroare |
| MM-II-m-B-21017.07                                  | Clădirea Haltei Ihoasa - Delta Novăț                                                                 | oraș Vișeu de Sus                                       | La km 5+700 | sec. XX                                                                     | Încarcă foto \| video | Raportează eroare |
| MM-II-m-B-21017.08                                  | Racord Novăț - Betig                                                                                 | oraș Vișeu de Sus                                       | La km 0 (12+201) - 6,8 | sec. XX                                                                     | Încarcă foto \| video | Raportează eroare |
| MM-II-m-B-21017.09                                  | Podul de beton Novăț - 25 ml                                                                         | oraș Vișeu de Sus                                       | La km 12+648 | sec. XX                                                                     | Încarcă foto \| video | Raportează eroare |
| MM-II-m-B-21017.10                                  | Podul de beton/metal Roșu - 22 ml                                                                    | oraș Vișeu de Sus                                       | La km 17+025 | 1933                                                                        | Încarcă foto \| video | Raportează eroare |
| MM-II-m-B-21017.11                                  | Clădirea Haltei Cozia                                                                                | oraș Vișeu de Sus                                       | La km 18+547 47.77194°N 24.58126°E | 1933                                                                        |                       | Raportează eroare |
| MM-II-m-B-21017.12                                  | Pod de fier beton/metalic - 23 ml                                                                    | oraș Vișeu de Sus                                       | La km 19+071 | 1933                                                                        | Încarcă foto \| video | Raportează eroare |
| MM-II-m-B-21017.13                                  | Podul de beton Novicior - 23 ml                                                                      | oraș Vișeu de Sus                                       | La km 20+699 | 1933                                                                        | Încarcă foto \| video | Raportează eroare |
| MM-II-m-B-21017.14                                  | Clădirea Haltei Bardău                                                                               | oraș Vișeu de Sus                                       | La km 24+298 | sec. XX                                                                     | Încarcă foto \| video | Raportează eroare |
| MM-II-m-B-21017.15                                  | Dormitor personal - Halta Bardău                                                                     | oraș Vișeu de Sus                                       | La km 24+340 | sec. XX                                                                     | Încarcă foto \| video | Raportează eroare |
| MM-II-m-B-21017.16                                  | Tunel săpat în piatră - 31 ml                                                                        | oraș Vișeu de Sus                                       | La km 25+100 | 1933                                                                        | Încarcă foto \| video | Raportează eroare |
| MM-II-m-B-21017.17                                  | Tunel săpat în piatră - 31 ml                                                                        | oraș Vișeu de Sus                                       | La km 25+800 | 1933                                                                        | Încarcă foto \| video | Raportează eroare |
| MM-II-m-B-21017.18                                  | Pod de beton/metalic între tuneluri - 25 ml                                                          | oraș Vișeu de Sus                                       | La km 25+900 | 1933                                                                        | Încarcă foto \| video | Raportează eroare |
| MM-II-m-B-21017.19                                  | Tunel săpat în piatră - 30 ml                                                                        | oraș Vișeu de Sus                                       | La km 26+100 | 1933                                                                        | Încarcă foto \| video | Raportează eroare |
| MM-II-m-B-21017.20                                  | Clădirea Haltei Șuligu                                                                               | oraș Vișeu de Sus                                       | La km 29+300 | sec. XX                                                                     | Încarcă foto \| video | Raportează eroare |
| MM-II-m-B-21017.21                                  | Clădirea Haltei Făina                                                                                | oraș Vișeu de Sus                                       | La km 31+660 | sec. XX                                                                     |                       | Raportează eroare |
| MM-II-m-B-21017.22                                  | Dormitor personal - Halta Făina                                                                      | oraș Vișeu de Sus                                       | La km 31+660 | sec. XX                                                                     | Încarcă foto \| video | Raportează eroare |
| MM-II-m-B-21017.23                                  | Clădirea Haltei Lostun                                                                               | oraș Vișeu de Sus                                       | La km 33+764 | 1933                                                                        | Încarcă foto \| video | Raportează eroare |
| MM-II-m-B-21017.24                                  | Clădirea Haltei Miraj                                                                                | oraș Vișeu de Sus                                       | La km 35+740 | 1933                                                                        | Încarcă foto \| video | Raportează eroare |
| MM-II-m-B-21017.25                                  | Racordul Gura Ștevioara - Ștevioara                                                                  | oraș Vișeu de Sus                                       | La km 0 (37+600) - 3 | 1933                                                                        | Încarcă foto \| video | Raportează eroare |
| MM-II-m-B-21017.26                                  | Pod de beton/metalic Gura Ștevioara - 20 ml                                                          | oraș Vișeu de Sus                                       | La km 37+986 | 1933                                                                        | Încarcă foto \| video | Raportează eroare |
| MM-II-m-B-21017.27                                  | Clădirea Haltei Valea Babei                                                                          | oraș Vișeu de Sus                                       | La km 38+723 | 1933                                                                        | Încarcă foto \| video | Raportează eroare |
| MM-II-m-A-04801                                     | Biserica „Bunavestire”                                                                               | oraș Vișeu de Sus                                       | Str. Păcii 2 | 1842                                                                        | Încarcă foto \| video | Raportează eroare |
| MM-II-m-B-04802                                     | Casa parohială a bisericii „Bunavestire”                                                             | oraș Vișeu de Sus                                       | Str. Păcii 10 | 1847                                                                        | Încarcă foto \| video | Raportează eroare |
| MM-II-s-B-04796                                     | Cimitir evreiesc                                                                                     | oraș Vișeu de Sus                                       | Str. Poduri | sec. XVIII                                                                  | Încarcă foto \| video | Raportează eroare |
| MM-II-m-B-04803                                     | Fostul gimnaziu, azi Școala generală nr. 1                                                           | oraș Vișeu de Sus                                       | Str. Vladimirescu Tudor 2 | sec. XIX                                                                    | Încarcă foto \| video | Raportează eroare |
| MM-III-m-B-04804                                    | Monumentul actorului Marton Lendvay                                                                  | municipiul Baia Mare                                    | Parcul municipal |                                                                             |                       | Raportează eroare |
| MM-III-m-B-04805                                    | Statuia Minerului                                                                                    | municipiul Baia Mare                                    | Piața Revoluției | 1958                                                                        | Încarcă foto \| video | Raportează eroare |
| MM-III-m-A-04806                                    | Grup statuar „Sfatul bătrânilor”                                                                     | municipiul Baia Mare                                    | Str. Șincai Gheorghe În fața Prefecturii 47.6578°N 23.5747°E | 1970 Gheza Vida (sculptor)                                                  |                       | Raportează eroare |
| MM-III-m-B-04807                                    | Monumentul Eroilor de la 1848 și din cele două războaie mondiale                                     | sat aparținător Borcut; oraș Târgu Lăpuș                | Curtea bisericii ortodoxe | 1935                                                                        | Încarcă foto \| video | Raportează eroare |
| MM-III-m-A-04808                                    | „Stâlpul Tătar”, monument în cinstea victoriei din 1717 împotriva tătarilor                          | oraș Cavnic                                             | Str. Tătarilor 47.65829°N 23.83556°E | 1852                                                                        | Alte imagini          | Raportează eroare |
| MM-III-m-B-04809                                    | Monument în memoria Eroilor căzuți în primul și aldoilearăzboi mondial                               | sat Cărbunari; comuna Dumbrăvița                        | 122 În curtea bisericii ortodoxe | 1937-1984                                                                   | Încarcă foto \| video | Raportează eroare |
| MM-III-m-A-04810                                    | Statuia „Sfântul Ioan Nepomuk”                                                                       | sat Coștiui; comuna Rona de Sus                         | În centrul satului | 1742                                                                        | Alte imagini          | Raportează eroare |
| MM-III-m-B-04814                                    | Monumentul revoluționarei de la 1848-Clara Leovey                                                    | municipiul Sighetu Marmației                            | Str. Mihaly Ioan de Apșa Lângă biserica reformată |                                                                             | Alte imagini          | Raportează eroare |
| MM-III-m-B-04815                                    | Monumentul Eroilor căzuți pentru Unirea tuturor românilor                                            | oraș Târgu Lăpuș                                        | În parcul orașului din fața Casei de Cultură | 1935                                                                        |                       | Raportează eroare |
| MM-III-m-B-04816                                    | Monumentul scriitorului Petru Dulfu                                                                  | sat Tohat; oraș Ulmeni                                  | În fața Căminului Cultural | 1930                                                                        | Încarcă foto \| video | Raportează eroare |
| MM-III-m-B-04817                                    | Cruce pentru cinstirea Eroilor din primul și al doilea război mondial                                | oraș Ulmeni                                             | În centrul satului | 1933-1946                                                                   | Încarcă foto \| video | Raportează eroare |
| MM-III-m-B-04818                                    | Obelisc în memoria Eroilor din primul război mondial                                                 | sat aparținător Vălenii Șomcutei; oraș Șomcuta Mare     | În centrul satului | 1925-1930                                                                   | Încarcă foto \| video | Raportează eroare |
| MM-III-m-B-04819                                    | Monument în memoria Eroilor din primul război mondial                                                | sat Vima Mică; comuna Vima Mică                         | 133, în curtea grădiniței | 1930                                                                        | Încarcă foto \| video | Raportează eroare |
| MM-IV-m-B-04820                                     | Poartă de lemn                                                                                       | municipiul Baia Mare                                    | Muzeul Județean Maramureș |                                                                             | Încarcă foto \| video | Raportează eroare |
| MM-IV-m-B-04821                                     | Casa de lemn a poetului erou Ion Șiugariu                                                            | sat aparținător Băița; oraș Tăuții Măgherăuș            | Str. 80, 35 | 1913-1925                                                                   | Încarcă foto \| video | Raportează eroare |
| MM-IV-m-B-04822                                     | Monument funerar al familiei George Pop de Băsești                                                   | sat Băsești; comuna Băsești                             | Cimitir | 1923                                                                        |                       | Raportează eroare |
| MM-IV-m-A-04823                                     | Casa George Pop de Băsești                                                                           | sat Băsești; comuna Băsești                             | 113 47.4857°N 23.1475°E | 1878-1890                                                                   | Alte imagini          | Raportează eroare |
| MM-IV-m-A-04824                                     | Troiță de lemn                                                                                       | sat Berbești; comuna Giulești                           | 6 | sec. XVIII                                                                  |                       | Raportează eroare |
| MM-IV-m-B-04825                                     | Cruce în memoria Eroilor căzuți în primul și al doilea război mondial                                | sat aparținător Bozânta Mare; oraș Tăuții-Măgherăuș     | În curtea bisericii ortodoxe | 1935-1980                                                                   | Încarcă foto \| video | Raportează eroare |
| MM-IV-m-B-04826                                     | Capelă în memoria Eroilor căzuți în primul și al doilea război mondial                               | sat Făurești; comuna Copalnic-Mănăștur                  | | 1934-1982                                                                   | Încarcă foto \| video | Raportează eroare |
| MM-IV-m-A-04587.03                                  | Troiță                                                                                               | sat Ieud; comuna Ieud                                   | 236, „Din vale” | 1935                                                                        | Încarcă foto \| video | Raportează eroare |
| MM-IV-m-B-04827                                     | Troița în memoria Eroilor din primul război mondial                                                  | sat Mireșu Mare; comuna Mireșu Mare                     | În curtea bisericii ortodoxe din centrul satului | 1940                                                                        |                       | Raportează eroare |
| MM-IV-m-A-04828                                     | Monumentul martirilor români de la Moisei                                                            | sat Moisei; comuna Moisei                               | Pe platoul Izvorul lui Dragoș | 1972 Gheza Vida (sculptor)                                                  |                       | Raportează eroare |
| MM-IV-m-A-04829                                     | Casa de lemn a martirilor asasinați în august 1944                                                   | sat Moisei; comuna Moisei                               | 851 47.6538°N 24.5998°E | 1890                                                                        |                       | Raportează eroare |
| MM-IV-m-B-04830                                     | Cruce în memoria Eroilor căzuți în primul război mondial                                             | sat aparținător Rohia; oraș Târgu Lăpuș                 | În fața bisericii | 1921-1923                                                                   | Încarcă foto \| video | Raportează eroare |
| MM-IV-m-B-04831                                     | Cruce în memoria Eroilor căzuți în primul război mondial                                             | sat Sălnița; comuna Vima Mică                           | 22, în curtea bisericii | 1930                                                                        | Încarcă foto \| video | Raportează eroare |
| MM-IV-s-A-04832                                     | „Cimitirul Vesel”                                                                                    | sat Săpânța; comuna Săpânța                             | Lângă biserica ortodoxă și cimitirul vechi 47.9716°N 23.6942°E | 1935 Stan Ioan Pătraș                                                       |                       | Raportează eroare |
| MM-IV-m-B-04833                                     | Obeliscul în memoria lui Erdösy Szilveszter Janos                                                    | oraș Seini                                              | Piața Szilveszter Janos În fața bisericii reformate |                                                                             | Încarcă foto \| video | Raportează eroare |
| MM-IV-m-B-04834                                     | Casa Solomon Wiesel                                                                                  | municipiul Sighetu Marmației                            | Str. Dragoș Vodă 7 | sf. sec. XIX                                                                | Încarcă foto \| video | Raportează eroare |
| MM-IV-m-A-04835                                     | Casa Mihaly de Apșa                                                                                  | municipiul Sighetu Marmației                            | Str. Mihaly Ioan de Apșa 17 47.92809°N 23.88463°E | 1880                                                                        | Alte imagini          | Raportează eroare |
| MM-IV-m-B-04836                                     | Monument pentru cinstirea Eroilor din primul război mondial                                          | municipiul Sighetu Marmației                            | Str. Rodnei, în cimitirul ortodox | 1920                                                                        | Încarcă foto \| video | Raportează eroare |
| MM-IV-m-B-04837                                     | Monumentul funerar al pictorului Hollosy Simion (Corbul)                                             | municipiul Sighetu Marmației                            | Str. Rodnei Cimitirul romano catolic | 1917                                                                        | Încarcă foto \| video | Raportează eroare |
| MM-IV-m-B-04838                                     | Casa Ellie Wiesel                                                                                    | municipiul Sighetu Marmației                            | Str. Vladimirescu Tudor 1 47.9303°N 23.8944°E | sec. XX                                                                     |                       | Raportează eroare |
| MM-IV-m-B-04839                                     | Troița de lemn în memoria Eroilor din primul și al doilea război mondial                             | sat aparținător Someș-Uileac; oraș Ulmeni               | În parcul din centrul satului | 1946                                                                        | Încarcă foto \| video | Raportează eroare |
| MM-IV-m-B-04840                                     | Troița de lemn în memoria Eroilor din primul război mondial                                          | sat aparținător Stoiceni; oraș Târgu Lăpuș              | În centrul satului | 1938                                                                        | Încarcă foto \| video | Raportează eroare |
| MM-IV-m-B-04841                                     | Capela Eroilor căzuți în primul război mondial                                                       | sat Șișești; comuna Șișești                             | | 1930-1935                                                                   |                       | Raportează eroare |
| MM-IV-m-A-04842                                     | Casa de lemn Vasile Lucaciu                                                                          | sat Șișești; comuna Șișești                             | 250 | 1837                                                                        | Alte imagini          | Raportează eroare |
| MM-IV-m-A-04843                                     | Școala Vasile Lucaciu                                                                                | sat Șișești; comuna Șișești                             | 250 | 1905                                                                        |                       | Raportează eroare |
| MM-IV-m-A-04769.02                                  | Monumentele funerare din cimitir                                                                     | sat Șurdești; comuna Șișești                            | 145 |                                                                             | Încarcă foto \| video | Raportează eroare |